# 藤原啓治
藤原 啓治（ふじわら けいじ、1964年〈昭和39年〉10月5日 - 2020年〈令和2年〉4月12日）は、日本の声優、俳優、音響監督。AIR AGENCY代表取締役、日本芸術専門学校講師も務めた。東京都生まれ、岩手県北上市育ち。
主な出演作に、アニメでは『クレヨンしんちゃん』（野原ひろし）、『鋼の錬金術師』（マース・ヒューズ）、『交響詩篇エウレカセブン』（ホランド・ノヴァク）などがあり、吹き替えでは『チャーリーとチョコレート工場』（ウィリー・ウォンカ）、ロバート・ダウニー・Jr（『マーベル・シネマティック・ユニバース』（トニー・スターク / アイアンマン）、『シャーロック・ホームズ』（シャーロック・ホームズなど）、ゲームでは『ファイナルファンタジーVII』（レノ）などがある。

## 生涯
出生地は東京都だが、育ちは岩手県であり、藤原本人も「ほぼ岩手人」と発言していた。
子供の頃は人見知りで引っ込み思案であり、1人で遊ぶことが多かったという。野球の試合を1人でしており、一番バッターから九番バッター、相手チームまで選手のキャラクターをそれぞれ変えて自分でしていたという。中学時代は野球部に所属、高校時代は硬式テニス同好会を自ら結成。
役者を志そうと思ったきっかけは「自分の名前ではできないことを、役名を与えられることによってできるから」と語っていた。17，18歳の時に、漠然と「舞台をやってみたい」と思い、中学、高校の頃に学校でしていた演劇鑑賞会を観て、芝居に興味が湧いたという。
専修大学北上高等学校卒業。当初は大学進学をしようと思い、いろいろな学校が載っている雑誌を見ていたところ、演劇の学校を発見し「こっちのほうがやる気が出る」と感じ、父の反対を押し切って文学座付属演劇研究所に入った。しかし、半数近くが学生で両立が出来ることを知って、進学しなかったことを後悔し、キャンパスライフを満喫する同年代の大学生を羨ましく思いながら見ていた。
その後劇団木山事務所に所属し、舞台、映像の仕事をしていた。20代半ばまで舞台俳優として活動していたが、劇団では飯が食べていけず、23、24歳の頃、家庭の事情から芝居を続けるかどうか、判断が迫られる問題に直面し、焦りのようなものを感じ始める。親戚からは「いつまでも夢を追いかけてないでさあ」などと言われ、「これじゃいつまでたっても同じことの繰り返しだ。早く何とかしなくては」と考えるようになる。そこで劇団で同期だったかないみかの紹介で賢プロダクションにボイスサンプルを持っていったところ「どうぞ」と、入所し、声優業を開始した。その頃は、人並みにアニメ、漫画を見る機会はあったが、学生の頃で止まっていたため、声優、アニメへの知識は全く無知だったという。
声優としてのデビュー作品について、本人は「忘れた…」と述べている。ほぼ同時期にデビューした森川智之によると「（森川が）一番最初のアニメシリーズの時に彼がアニメーションで初めてスタジオに来てあの風貌でひょうひょうとやっていた」と証言している。声優としての初仕事の現場には「アフレコには既に慣れている」と通されていたので初仕事と言えず、業界のルールや用語が理解できず苦悩したことを語っており、ノイズがマイクに入ったりセリフが絵に合わないという新人にありがちなミスを連発していたが、決して動揺を見せないように振る舞っていた。なお、現場でその一部始終を見ていた森川は30年以上経った今でもよく覚えており、ミスを連発しても全く動じず、周囲に今回が声優デビューであると気付かせなかった藤原の姿を初めて会った時の思い出として挙げている。アニメでの初レギュラーはテレビアニメ『横山光輝 三国志』の張飛翼徳役。
若手の演技に対して「もうちょっとこうやったほうが……」、「もう少し仕事があってもおかしくないくらいなのに」と思うことがあり、「もう少し言える場があったらいいな」と思っていたという。「制作をやってみたい」という気持ちもあり、スタッフが必要になり、給料を払わなければまっとうではなく「事務所に所属しながらやることは無理だ」と思い、2006年11月に自ら事務所「AIR AGENCY」を立ち上げ、代表取締役となる。2008年4月より日本芸術専門学校大森校声優学科講師に就任し、隔週で授業を担当していた。
2010年、『カッコカワイイ宣言!』（『サキよみ ジャンBANG!』内で放送）で音響監督デビューした。
2011年10月に『ニュータイプアニメアワード2011』にて声優助演男優賞を受賞。
2016年8月8日、病気療養のために当面の間、休業することを発表。レギュラー出演していた『クレヨンしんちゃん』は同月26日放送分より、Amazonプライム・ビデオにて同月3日から配信の『クレヨンしんちゃん外伝 エイリアン vs. しんのすけ』は、9月28日配信の第9話より出演を見合わせることも併せて発表され、その他の持ち役にも順次代役・後任が立てられた。なお、病気の詳細に関しては当初は非公表であった。
2017年1月9日、テレビ朝日にて放映された『人気声優200人が本気で選んだ!声優総選挙!3時間SP』で第3位に選ばれる。
2017年6月16日、体調を考慮しながら徐々に仕事を再開することが所属事務所から発表された。同年6月28日、復帰作が8月11日公開の『スパイダーマン:ホームカミング』の吹き替えであると発表された。休業中、『アイアンマン』にまだ続きがあることを知っていたため、「絶対にやったるわい!」と思いながら過ごしたという。その思いが「励みになったのも事実」と語る。『アベンジャーズ/エンドゲーム』公開後、同作までは何としてもトニー・スタークを吹き替えることを目標としていたため、観終わった後は「感慨深いものがありました」と語っていた。
2020年4月12日、癌のため死去。満55歳没。生涯独身だった。通夜・告別式は近親者のみで営まれ、同月16日に所属事務所より発表された。
2020年4月17日のBS朝日で遅れ放送されている『クレヨンしんちゃん』では画面下部に藤原の死去を知らせるテロップが映された。また、翌4月18日放送のテレビ朝日系列の『クレヨンしんちゃん』では、番組終了直前に放送最初期の野原一家のアニメーションと共に藤原の死去を知らせるテロップが映し出され、野原ひろしを象徴する「しんのすけー！」と叫ぶ藤原の声も流された。また、5月10日にテレ朝チャンネルにて『クレヨンしんちゃん』“野原ひろし”思い出のエピソードと劇場版『クレヨンしんちゃん 嵐を呼ぶ モーレツ!オトナ帝国の逆襲』が12時30分から6時間半かけて一挙放送された。
死去後にクレジットされた作品として、2020年7月に放送された『THE GOD OF HIGH SCHOOL ゴッド・オブ・ハイスクール』と同年12月に放送された『無能なナナ』は、生前に収録を済ませている。

## 特色
方言は東北弁。
役柄としては、父親や保護者、チームのまとめ役といったポジションを演じることが多い。映画ライターの杉本穂高は藤原が他界した際、藤原の声優としての魅力について「少し抜けているけどカッコよさを兼ね備えた厚みのある人間を演じるのが、非常に上手い方だったと思います。カッコよさの中に多面的なユーモアや寂しさなどを取り入れ、声の色艶で様々な感情を表現する稀有な声優さんだったと思います。日本の芸能界にとっては本当に大事な存在でした」と評した。
ナレーターとしても活動しており、『ケロロ軍曹』や『スクールランブル』などのアニメでナレーションを担当していた。
『ゾイド -ZOIDS-』、『鋼の錬金術師』、『天保異聞 妖奇士』、『BLOOD+』、『機動戦士ガンダム00』、『青の祓魔師』、『マギ』など、人気のアニメ枠・土6、後に日5（毎日放送製作、TBS系列）に頻繁に出演していた。
原恵一監督作品には常連として多く出演しており、原も矢島晶子共々「いつも僕の作品にご出演頂いています」とコメントしている。また、藤原本人も原から『百日紅〜Miss HOKUSAI〜』への出演オファーをもらった際には、「待ってたぜ原さん!」と出演に対して喜ぶコメントをしている。
『アイアンマン』（劇場公開版）のトニー・スターク役（同シリーズの第1作、第2作のテレビ朝日『日曜洋画劇場』版に限っては池田秀一、第1作の機内上映版に限っては桐本拓哉が担当）を吹き替えてからは、ロバート・ダウニー・Jrの専属（フィックス）声優としても知られていた。藤原はロバートが細かい表現をする表情の魅力などを意識して吹き替えをしていたと明かしており、何度も演じたことから、芝居の質や傾向、持ち味が理解出来たという。また、生前はロバートの吹き替えについて「昔から好きな俳優の一人だったので、（声を）アテさせてもらえる機会が多いのはうれしいなと思っています」と喜びを語っていた。ロバートの芝居については「軽い部分があって、どこか真剣味に欠けていて（笑）、皮肉っぽくて、ひねった表現が多いと感じていました」と分析しており、上述の通り『アイアンマン』でブレイクする前にも『ジョニー・ビー・グッド』で既に担当歴があったが、「その時の印象とほとんど変わっていないですね」とも語っていた。

## 人物
出演作品にまつわる話題
『クレヨンしんちゃん』では主人公・野原しんのすけの父・ひろし役を演じていたほか、主婦層に人気の俳優、選挙出馬の政治家、不倫、オカマとの交際が発覚したタレントなどで藤原の名前がそのまま使われ、台詞がある場合、声も本人が担当している。2014年に公開された劇場版『クレヨンしんちゃん ガチンコ!逆襲のロボとーちゃん』のBD/DVD発売時のシリーズ初の実写CMにも、藤原が起用された。「クレヨンしんちゃんスペシャル」のオーディオコメンタリーでは「やたら、ただいま、ただいまと言っていた気がする」と語った。
性格・趣味・嗜好など
多くの声優仲間から「シャイで人見知り」な性格であると評されている。周りへの気配りを欠かさない温かみのある人柄で、仲間の相談に乗ったりアドバイスをすることもあったという。矢島晶子は『新機動戦記ガンダムW』のアフレコの後、ラーメン屋で藤原に愚痴を聞いてもらっていたと語っている。一方、生前親交のあった声優の櫻井孝宏は、「シャイなイメージは全く無かった」と言い、「私の知る限り、慣れ合わないだけで内気な人ではありませんでした。必要とあらば大上段に構えることも厭わない、本当に強い人でした」と語っている。
酒好きで、友人などと外で酒を飲むことが多かった。
趣味はスキューバダイビング。
多数の作品で父親役を演じており、事務所スタッフにも「ベストファーザー賞間近か」と賞賛されていたが、藤原自身は生涯独身で子供はいなかった。ただし結婚願望は持っており、理想のタイプは「容姿はどうでもよくて、真心のこもった人」と述べていた。
雑誌のインタビューやコラム、AIR AGENCYのブログ、仕事の現場などではサングラスをかけていることが多かった。
共演・交友関係
同じく声優の子安武人、櫻井孝宏、三木眞一郎との親交がある。また、根谷美智子とは古くからの友人であり、共演も多かった。ロックバンド「ザ・コレクターズ」のメンバー、古市コータローとは同級生で、高校生時代『芸術バンド ピカソ』（キャッチフレーズは「お花のように」）という名のバンドを組んでボーカルを担当していた。音楽に声優と別の道を進んだ後も交流は続けており、マース・ヒューズのキャラクターソングで古市がギターで参加した時は「変則再結成」とお互いに音楽の仕事が出来たことを喜んでいた。また、古市、藤原、双方のTwitterにもツーショット写真がたびたび登場しており、藤原の訃報が流れた時は古市の追悼ツイートとともに、Instagramに載せた高校時代のライブの写真が話題になった。藤原の死から1年経った2021年5月、高校時代の曲で未完のまま残されていた「SMOKERS」という曲が古市によって発売され、作詞には「藤原啓治」の名前が載っている。

## 出演
太字はメインキャラクター。

### テレビアニメ
1991年
- RPG伝説ヘポイ（バロンキャッスル、雷神）
- らんま1/2 熱闘編（大徳寺）
- 横山光輝 三国志（1991年 - 1992年、張飛翼徳 他）

1992年
- クレヨンしんちゃん（1992年 - 2016年、ひろし〈初代〉 、藤原啓治、ナレーター、ぴろし 他）
- サラダ十勇士トマトマン（ナップル博士）
- 超電動ロボ 鉄人28号FX
- 魔法のプリンセス ミンキーモモ 夢を抱きしめて（通信士）

1993年
- ミラクル★ガールズ（運転手、SP-B）
- 機動戦士Vガンダム（1993年 - 1994年、ストライカー、男、バーツラフ、ワーグマン、ガチ党員A）
- 疾風!アイアンリーガー（1993年 - 1994年、テニスリーガー、デステニー、ハンターリーガー、サムソン）
- 忍たま乱太郎（1993年 - 2020年、野村雄三〈初代〉、吉野作造〈初代〉、橋本 他）
- 笑ゥせぇるすまん 年忘れの特別編（勝戸大助）

1994年
- レッドバロン（ポリス）
- 機動武闘伝Gガンダム（貴族A）
- サッカーフィーバー（ジム・アッカーマン）
- ドラえもん（テレビ朝日版第1期）
- ジャングルの王者ターちゃん（マニ、ガルシア）
- 覇王大系リューナイト（1994年 - 1995年、兵士D、部下A）
- メタルファイター・MIKU（芝野直也）

1995年
- マクロス7（リーダー）
- 黄金勇者ゴルドラン（アナウンサー）
- BLUE SEED（室員A）
- 新機動戦記ガンダムW（1995年 - 1996年、ノベンタ元帥、司令、パイロット、隊長、外交官 他）
- ぼのぼの（1995年 - 1996年、アライグマくん）
- ナースエンジェルりりかSOS（森谷一等）
- モジャ公（教師）
- 魔法騎士レイアース（兵士、乗組員）
- 魔法陣グルグル（キザランドス）
- ヤンボウ ニンボウ トンボウ（クーの父）

1996年
- 怪盗セイント・テール（部下、マウスキッド）
- 機動新世紀ガンダムX（男A、情報屋、グリーツ）
- 名探偵コナン（1996年 - 2013年、男A、警官、伊達航〈初代〉）
- こちら葛飾区亀有公園前派出所（石渡）
- るろうに剣心 -明治剣客浪漫譚-（1996年 - 1997年、長岡幹雄、権蔵）
- 天空のエスカフローネ（カジャ）
- B'T X（ロン）
- 超者ライディーン（モスマン）

1997年
- YAT安心!宇宙旅行（1997年 - 1998年、ガブリエル、ウィンキー） - 2シリーズ
- はいぱーぽりす（立花誠、キノコ、虎男）
- シティーハンタースペシャル グッド・バイ・マイ・スイート・ハート（幹部3）
- CLAMP学園探偵団（黒服リーダー、パパ）
- 金田一少年の事件簿（佐伯京助）
- 超魔神英雄伝ワタル（トップスピン）

1998年
- 頭文字D（1998年 - 1999年、庄司慎吾） - 2シリーズ
- カウボーイビバップ（イレズミ男）
- ロスト・ユニバース（司会者）
- スーパードール★リカちゃん（香山ピエール、高林貢）
- ヴァイスクロイツ（鷹取雅史）

1999年
- KAIKANフレーズ（工藤）
- 十兵衛ちゃん シリーズ（1999年 - 2004年、菜ノ花彩） - 2シリーズ
- ゾイド -ZOIDS-（1999年 - 2000年、アーバイン）

2000年
- 風まかせ月影蘭（椎名淳三郎）
- はじめの一歩（2000年 - 2013年、木村達也） - 3シリーズ+特別編
- 週刊ストーリーランド（チンピラ）
- 陽だまりの樹（猪河玄宅）
- ファーブル先生は名探偵（ルミエール、ダニエル）
- 女神候補生（アズマ＝ヒジカタ）

2001年
- ゾイド新世紀スラッシュゼロ（ジャック・シスコ）
- 地球少女アルジュナ（桜井先生）
- ギャラクシーエンジェル（2001年 - 2004年、ウォルコット中佐） - 4シリーズ
- 機巧奇傳ヒヲウ戦記（三吉）
- カスミン（デジガメ、帽子男）
- グラップラー刃牙（愚地克巳）
- 魔法戦士リウイ（ウィリアム）
- ジャングルはいつもハレのちグゥ（トム）
- ヒカルの碁（2001年 - 2003年、緒方精次）
- ココロ図書館（ファニートータス）

2002年
- アソボット戦記五九（ウィンド）
- アベノ橋魔法☆商店街（パパン）
- OVERMANキングゲイナー（カシマル・バーレ）
- ヒートガイジェイ（ケン・エジムンド）
- ロックマンエグゼ（2002年 - 2006年、ファラオマン、名人） - 5シリーズ
- 十二国記（驍宗）
- GetBackers-奪還屋-（工藤邪馬人、大滝ハルオ）

2003年
- カレイドスター（カロス）
- 宇宙のステルヴィア（白銀迅雷）
- 超ロボット生命体トランスフォーマー マイクロン伝説（デバスター）
- キノの旅 -the Beautiful World-（20男）
- GAD GUARD（ボブ・アシケナージ）
- ギルガメッシュ（風祭隼人）
- SPACE PIRATE CAPTAIN HERLOCK（ヒルツ教授）
- DEAR BOYS（下條薫）
- 明日のナージャ（二宮忠八）
- 鋼の錬金術師（2003年 - 2004年、マース・ヒューズ）

2004年
- アガサ・クリスティーの名探偵ポワロとマープル（ハッサン）
- かいけつゾロリ（ドラキュラ）
- 妄想代理人（真壁俊介）
- 光と水のダフネ（ケビン・ウェイ）
- ケロロ軍曹（2004年 - 2011年、ナレーション、ポール森山 他）
- 絢爛舞踏祭 ザ・マーズ・デイブレイク（キュベルネス）
- 今日からマ王!（2004年 - 2008年、ホセ・ロドリゲス） - 2シリーズ
- 攻殻機動隊 S.A.C. 2nd GIG（ロッド軍曹）
- スクールランブル（2004年 - 2006年、万石、ナレーション、シェフ） - 2シリーズ
- ポケットモンスター アドバンスジェネレーション（マツブサ）

2005年
- ギャラリーフェイク（マックス・ワトスン）
- ハチミツとクローバー（2005年 - 2006年、花本修司、リーダー） - 2シリーズ
- 交響詩篇エウレカセブン（2005年 - 2006年、ホランド）
- 戦国英雄伝説 新釈 眞田十勇士 The Animation（服部半蔵正就）
- トリニティ・ブラッド（イザーク・フェルナンド・フォン・ケンプファー）
- NARUTO -ナルト-（黒鋤雷牙）
- IGPX（ヤマー）
- BLACK CAT（2005年 - 2006年、スヴェン＝ボルフィード）
- ノエイン もうひとりの君へ（郡山京司）
- 格闘美神 武龍（2005年 - 2006年、飛鳥山） - 2シリーズ

2006年
- こてんこてんこ（シ・ルド、デューク）
- BLOOD+（ネイサン）
- オーバン・スターレーサーズ（スル）
- かしまし 〜ガール・ミーツ・ガール〜（宇宙仁）
- 獣王星（ヘイムダル大佐） - エンドロールでは「啓二」と誤記される。
- 内閣権力犯罪強制取締官 財前丈太郎（ジョージ・アンダーソン）
- となグラ!（神楽兄妹の父）
- マージナルプリンス〜月桂樹の王子達〜（アイヴィー）
- 天保異聞 妖奇士（2006年 - 2007年、竜導往壓）
- 009-1（エッグ）
- DEATH NOTE（相沢周市）
- 銀魂（2006年 - 2018年、服部全蔵） - 4シリーズ

2007年
- 地獄少女 二籠（手島おさむ）
- 獣装機攻ダンクーガノヴァ（田中司令）
- のだめカンタービレ（佐久間学）
- 史上最強の弟子ケンイチ（ロキ）
- 爆丸バトルブローラーズ（2007年 - 2011年、ドラゴノイド） - 3シリーズ
- sola（辻堂剛史）
- ロミオ×ジュリエット（ランスロット）
- ケンコー全裸系水泳部 ウミショー（あむろパパ、関東大会の観客）
- スカイガールズ（冬后蒼哉）
- BACCANO! -バッカーノ!-（ラッド・ルッソ）
- 精霊の守り人（カルナ）
- 機動戦士ガンダム00（2007年 - 2009年、アリー・アル・サーシェス） - 2シリーズ
- 灼眼のシャナ シリーズ（2007年 - 2012年、坂井貫太郎） - 2シリーズ
- REIDEEN（寺崎宗次）

2008年
- 破天荒遊戯（ロドリー）
- true tears（眞一郎の父）
- 流星のロックマン トライブ（ジャッキー半蔵）
- レンタルマギカ（ガラ）
- シゴフミ（事業部長）
- 君が主で執事が俺で（上杉巌、ミハエル・プルシェンコ）
- RD 潜脳調査室（久島永一朗、霞八十郎）
- 隠の王（閂）
- ウルトラヴァイオレット コード044（724）
- 西洋骨董洋菓子店 〜アンティーク〜（橘圭一郎）
- 鉄腕バーディー DECODE（2008年 - 2009年、室戸圭介） - 2シリーズ
- 湾岸ミッドナイト（町田）
- ワールド・デストラクション 〜世界撲滅の六人〜（ヤマト）
- ヒャッコ（傘叶一狼）
- 屍姫（2008年 - 2009年、田神景世） - 2シリーズ
- 黒塚 KUROZUKA（歌留多）
- 北斗の拳 ラオウ外伝 天の覇王（ジュウザ）
- ミチコとハッチン（ルシオ）

2009年
- 獣の奏者 エリン（ヌック）
- 鋼の錬金術師 FULLMETAL ALCHEMIST（2009年 - 2010年、マース・ヒューズ）
- 戦国BASARA（2009年 - 2010年、松永久秀） - 2シリーズ
- 亡念のザムド（角股雷魚）
- グイン・サーガ（ヴァレリウス）
- バスカッシュ!（ブライス）
- ミラクル☆トレイン〜大江戸線へようこそ〜（車掌）

2010年
- アイアンマン（トニー・スターク〈アイアンマン〉）
- おおかみかくし（九澄正明）
- おまもりひまり（鏑木兵吾）
- ルパン三世 the Last Job（ラブレス）
- カッコカワイイ宣言!（せんぱい）
- デュラララ!!（2010年 - 2016年、葛原金之助、葛原銀一郎、ナレーター） - 4シリーズ
- 荒川アンダー ザ ブリッジ（村長） - 2シリーズ
- RAINBOW-二舎六房の七人-（野本龍次 / バレモト）
- 四畳半神話大系（樋口師匠）
- 祝福のカンパネラ（ニック、竜の影）
- To LOVEる -とらぶる- シリーズ（2010年 - 2015年、結城才培） - 2シリーズ

2011年
- 夢喰いメリー（橘のおやっさん）
- 放浪息子（椎名）
- とある魔術の禁書目録II（木原数多）
- 青の祓魔師（藤本獅郎〈初代〉、サタン） - 1シリーズ
- おじゃる丸（小石）
- TIGER & BUNNY（ジェイク）
- よんでますよ、アザゼルさん。（ゼルエル）
- 神様のメモ帳（サングラスの男）
- ぬらりひょんの孫 千年魔京（奴良鯉伴）
- BLOOD-C（更衣唯芳）
- まよチキ!（近衛流）
- ドラえもん（テレビ朝日版第2期）（ベンガル）
- HUNTER×HUNTER（第2作）（2011年 - 2014年、レオリオ）
- ファイ・ブレイン 神のパズル（2011年 - 2014年、解道バロン） - 3シリーズ
- 真剣で私に恋しなさい!!（釈迦堂刑部）
- UN-GO（矢島）

2012年
- アクエリオンEVOL（不動・ZEN）
- モーレツ宇宙海賊（百眼）
- ヨルムンガンド（ドミニク）
- ココロコネクト（後藤龍善）
- じょしらく（銀河連邦太陽系知事）
- エウレカセブンAO（レントン）
- 獣旋バトル モンスーノ（2012年 - 2013年、ジェレディ博士）
- FAIRY TAIL（2012年 - 2019年、マトー、国王〈トーマ・E・フィオーレ〉） - 3シリーズ
- マジでオタクなイングリッシュ!りぼんちゃん 〜英語で戦う魔法少女〜（2012年 - 2013年、ナレーション〈日本語〉） - 2シリーズ

2013年
- 閃乱カグラ（霧夜）
- たまこまーけっと（北白川豆大）
- ジョジョの奇妙な冒険（エシディシ）
- マギ（ヒナホホ） - 2シリーズ
- イクシオン サーガ DT（ウルベリオン指揮官）
- まおゆう魔王勇者（大司教）
- 進撃の巨人（ハンネス〈初代〉）
- 宇宙戦艦ヤマト2199（榎本勇）※2012年劇場先行公開
- 八犬伝―東方八犬異聞― 第2期（緋ノ塚那智）
- 神さまのいない日曜日（ユリー・サクマ・ドミートリエビッチ）
- ムシブギョー（徳川宗直）
- 魔界王子 devils and realist（バアルベリト）
- ブラッドラッド（ヘッズ）
- ミス・モノクローム -The Animation-（2013年 - 2015年、マネオ、ナレーション） - 3シリーズ
- アウトブレイク・カンパニー（的場甚三郎）
- 殺し屋さん（ゴローさん）
- サムライフラメンコ（カマユデライノ）
- プピポー!（2013年 - 2014年、若葉パパ、幽霊〈1〉）
- ログ・ホライズン（2013年 - 2014年、リ＝ガン） - 2シリーズ

2014年
- ガイストクラッシャー（トーマス）
- にゃ〜めん（神）
- ブレイドアンドソウル（コガ）
- テンカイナイト（2014年 - 2015年、ホワイト）
- メカクシティアクターズ（ケンジロウ / 楯山研次朗）
- ケロロ 〜keroro〜（謎の声、ポール森山）
- 幕末Rock（近藤勇）
- PSYCHO-PASS サイコパス 2（東金朔夜）
- 東京ESP（平城重太郎）
- 曇天に笑う（曇大湖）
- ワールドトリガー（林藤匠〈初代〉）

2015年
- 新妹魔王の契約者（東城迅） - 2シリーズ
- デス・パレード（辰巳）
- キュートランスフォーマー 帰ってきたコンボイの謎（メガトロン） - 2シリーズ
- 血界戦線（2015年 - 2017年、デルドロ・ブローディ） - 2シリーズ
- 終わりのセラフ（柊天利）
- うしおととら（2015年 - 2016年、蒼月紫暮） - 2シリーズ
- ケイオスドラゴン 赤竜戦役（シメオン）
- 監獄学園 プリズンスクール（理事長、ナレーション、張飛）
- モンスター娘のいる日常（加瀬木）
- うたわれるもの 偽りの仮面（2015年 - 2016年、ハク）
- 進撃!巨人中学校（ハンネス）
- いとしのムーコ（棒田さん）
- デュエル・マスターズ VSR（マイケルベイベー）
- 血液型くん!3（警察官、A型長老、店員）
- Dance with Devils（ネスタ）

2016年
- だがしかし（2016年 - 2018年、鹿田ヨウ、フエガム先輩、福沢諭吉） - 2シリーズ 
- 石膏ボーイズ（ブルータス）
- 猫も、オンダケ（恩田善人）
- とんかつDJアゲ太郎（DJオイリー）
- ジョーカー・ゲーム（及川政幸大尉）
- マギ シンドバッドの冒険（ヒナホホ）
- マクロスΔ（ベルガー・ストーン〈初代〉）
- Re:ゼロから始める異世界生活（アルデバラン）
- ダンガンロンパ3 The End of 希望ヶ峰学園 未来編 / 絶望編（黄桜公一） - 1シリーズ + 特別編
- モブサイコ100（総長）
- ねじ巻き精霊戦記 天鏡のアルデラミン（バダ・サンクレイ）
- SERVAMP-サーヴァンプ-（ヒガン）

2017年
- 妖怪アパートの幽雅な日常（藤之先生）
- ディアホライゾン（被）（ウルフ）

2018年
- Back Street Girls -ゴクドルズ-（犬金組長）
- 天狼 Sirius the Jaeger（アレクセイ）
- 京都寺町三条のホームズ（桐島左京）

2019年
- 荒野のコトブキ飛行隊（サネアツ）
- ONE PIECE（緑牛）
- Dr.STONE（ナレーション、千空の父 / 石神百夜〈初代〉）
- GRANBLUE FANTASY The Animation Season 2（オイゲン）
- 七つの大罪 神々の逆鱗（魔術士ゴウセル）
- 慎重勇者〜この勇者が俺TUEEEくせに慎重すぎる〜（ゼノスロード）

2020年
- THE GOD OF HIGH SCHOOL ゴッド・オブ・ハイスクール（大統領、ミラの叔父）
- 無能なナナ（鶴岡）

### 劇場アニメ
1992年
- アップフェルラント物語（侍従、カイゼルの部下）

1993年
- クレヨンしんちゃん アクション仮面VSハイグレ魔王（ひろし）
- 銀河英雄伝説 新たなる戦いの序曲（カルロス）

1994年
- ドラえもん のび太と夢幻三剣士（兵士C）
- クレヨンしんちゃん ブリブリ王国の秘宝（ひろし）
- ドラゴンボールZ 超戦士撃破!!勝つのはオレだ（メンメン）

1995年
- クレヨンしんちゃん 雲黒斎の野望（ひろし）
- KAZU&YASU ヒーロー誕生
- スレイヤーズ（あらくれ2）

1996年
- PiPi とべないホタル（指揮アリ）
- クレヨンしんちゃん ヘンダーランドの大冒険（ひろし）

1998年
- ドラえもん のび太の南海大冒険（半漁人B）
- 機動戦士ガンダム 第08MS小隊 ミラーズ・リポート（エレドア・マシス）

1999年
- クレしんパラダイス! メイド・イン・埼玉（ひろし）
- クレヨンしんちゃん 爆発!温泉わくわく大決戦（ひろし）

2000年
- クレヨンしんちゃん 嵐を呼ぶジャングル（ひろし）

2001年
- 頭文字D Third Stage（庄司慎吾）
- VAMPIRE HUNTER D（ベンゲ）
- クレヨンしんちゃん 嵐を呼ぶ モーレツ!オトナ帝国の逆襲（ひろし）
- サクラ大戦 活動写真（田沼晴義）

2002年
- クレヨンしんちゃん 嵐を呼ぶ アッパレ!戦国大合戦（ひろし）
- ピカピカ星空キャンプ（ウソッキー）

2003年
- クレヨンしんちゃん 嵐を呼ぶ 栄光のヤキニクロード（野原ひろし）
- 東京ゴッドファーザーズ

2004年
- クレヨンしんちゃん 嵐を呼ぶ!夕陽のカスカベボーイズ（ひろし）
- 新暗行御史（文秀）

2005年
- ロックマンエグゼ 光と闇の遺産（名人）
- クレヨンしんちゃん 伝説を呼ぶブリブリ 3分ポッキリ大進撃（ひろし）
- 劇場版 鋼の錬金術師 シャンバラを征く者（ヒューズ）

2006年
- 超劇場版ケロロ軍曹（ナレーション）
- クレヨンしんちゃん 伝説を呼ぶ 踊れ!アミーゴ!（ひろし）

2007年
- 超劇場版ケロロ軍曹2 深海のプリンセスであります!（ナレーション）
- クレヨンしんちゃん 嵐を呼ぶ 歌うケツだけ爆弾!（ひろし）
- 河童のクゥと夏休み（司会者）

2008年
- 超劇場版ケロロ軍曹3 ケロロ対ケロロ天空大決戦であります!（ナレーション）
- クレヨンしんちゃん ちょー嵐を呼ぶ 金矛の勇者（ひろし）
- HIGHLANDER ハイランダー 〜ディレクターズカット版〜（軍曹）
- HELLS ANGELS（フー、HEBO審判）

2009年
- ピューと吹く!ジャガー 〜いま、吹きにゆきます〜（ジャガージュン市）
- チョコレート・アンダーグラウンド（ロン・ムーア）
- 超劇場版ケロロ軍曹 撃侵ドラゴンウォリアーズであります!（ナレーション）
- クレヨンしんちゃん オタケベ!カスカベ野生王国（ひろし）
- 交響詩篇エウレカセブン ポケットが虹でいっぱい（ホランド）

2010年
- 超劇場版ケロロ軍曹 誕生!究極ケロロ 奇跡の時空島であります!!（ナレーション）
- クレヨンしんちゃん 超時空!嵐を呼ぶオラの花嫁（ひろし）
- カラフル（沢田先生）
- 宇宙ショーへようこそ（ポチ・リックマン）
- 映画 ハートキャッチプリキュア! 花の都でファッションショー…ですか!?（サラマンダー男爵）
- チェブラーシカ（絵描き、団長、動物園の守衛）

2011年
- キズナ一撃（轟キンタロー）
- 劇場版アニメ 忍たま乱太郎 忍術学園 全員出動!の段（吉野先生、野村先生）
- 映画 プリキュアオールスターズDX3 未来にとどけ! 世界をつなぐ☆虹色の花（サラマンダー男爵）
- クレヨンしんちゃん 嵐を呼ぶ黄金のスパイ大作戦（ひろし）
- 手塚治虫のブッダ -赤い砂漠よ!美しく-（パンダカ）

2012年
- クレヨンしんちゃん 嵐を呼ぶ!オラと宇宙のプリンセス（ひろし）
- 劇場版 BLOOD-C The Last Dark（更衣唯芳）
- コードギアス 亡国のアキト 第1章「翼竜は舞い降りた」（クラウス・ウォリック）
- 伏 鉄砲娘の捕物帳（百花商店店主）
- 青の祓魔師 ―劇場版―（藤本獅郎）

2013年
- 劇場版 HUNTER×HUNTER 緋色の幻影（レオリオ）
- 龍 -RYO-（坂本龍馬）
- クレヨンしんちゃん バカうまっ!B級グルメサバイバル!!（ひろし）
- どーにゃつ（ベーガル）
- コードギアス 亡国のアキト 第2章「引き裂かれし翼竜」（クラウス・ウォリック）
- 劇場版 HUNTER×HUNTER -The LAST MISSION-（レオリオ）

2014年
- BUDDHA2 手塚治虫のブッダ -終わりなき旅-（デーパ）
- モーレツ宇宙海賊 ABYSS OF HYPERSPACE -亜空の深淵-（百眼）
- クレヨンしんちゃん ガチンコ!逆襲のロボとーちゃん（ひろし、ロボひろし）
- たまこラブストーリー（北白川豆大）
- 宇宙戦艦ヤマト2199 星巡る方舟（榎本勇）

2015年
- クレヨンしんちゃん オラの引越し物語 サボテン大襲撃（ひろし）
- コードギアス 亡国のアキト 第3章「輝くもの天より堕つ」（クラウス・ウォリック）
- 百日紅 〜Miss HOKUSAI〜（遣いの武士、放し鳥売り）
- 心が叫びたがってるんだ。（城嶋一基）
- GAMBA ガンバと仲間たち（イカサマ）

2016年
- クレヨンしんちゃん 爆睡!ユメミーワールド大突撃（ひろし）
- キングスグレイブ ファイナルファンタジーXV（アーデン・イズニア）

2018年
- 劇場版 マジンガーZ / INFINITY（ブロッケン伯爵）
- ANEMONE/交響詩篇エウレカセブン ハイエボリューション（デューイ・ノヴァク）

2019年
- バースデー・ワンダーランド（ザン・グ）
- BLACKFOX（オボロ）

2020年
- 荒野のコトブキ飛行隊 完全版（サネアツ）

### OVA
1992年
- 機動警察パトレイバー（飼育係）
- 源氏（義時）
- ゴリラーマン（中島）
- 放課後のティンカー・ベル（岡崎幸達）

1993年
- 今日から俺は!!（1993年 - 1996年、バイト、堤 他）
- ザ・コックピット 音速雷撃隊（ランバード中尉）
- 創竜伝

1994年
- KIZUNA シリーズ（円城寺圭） - 2作品
- 高校武闘伝 クローズ（千田ナオキ）
- 湘南純愛組!（田村亜希光）
- テンテンのおともだち（ラッキー）

1995年
- GOLDEN BOY さすらいのお勉強野郎（滝久保監督）
- 疾風!アイアンリーガー 銀光の旗の下に（サーティーン）
- 聖羅ヴィクトリー（刑事A）
- 沈黙の艦隊

1996年
- 機動戦士ガンダム 第08MS小隊（エレドア・マシス）
- スレイヤーズすぺしゃる（男）
- 鉄腕バーディー（正久保）
- ぞくぞく村のオバケたち（ミイラのラムさん、アカトラ）

1997年
- ありす in Cyberland（トルケマダ）
- B'T X NEO（ロン）
- 八雲立つ（北野先輩）
- まじかるマホ（パパ、怪獣、警官）

1998年
- 新・男樹（久藤）
- スレイヤーズえくせれんと（男暗殺者）

1999年
- メルティランサー The Animation（情報屋）

2000年
- 銀河英雄伝説外伝 螺旋迷宮（フレデリック・ジャスパー）

2001年
- アンジェリーク 〜聖地より愛をこめて〜（マックニコル・セティンバー）
- 頭文字D Extra Stage インパクトブルーの彼方に…（庄司慎吾）

2002年
- 頭文字D BATTLE STAGE（庄司慎吾）

2003年
- ジャングルはいつもハレのちグゥ デラックス / FINAL（2003年 - 2004年、トム） - 2シリーズ
- はじめの一歩 間柴vs木村 死刑執行（木村達也）

2004年
- カレイドスター 新たなる翼 -EXTRA STAGE-「笑わない すごい お姫様」（カロス永戸）

2005年
- 鴉 -KARAS-（鵺）
- カレイドスター Legend of phoenix 〜レイラ・ハミルトン物語〜（カロス永戸）
- ファイナルファンタジーVII アドベントチルドレン（2005年 - 2009年、レノ） - 2作品
- ラストオーダー ファイナルファンタジーVII（レノ）

2006年
- スカイガールズ（冬后蒼哉）
- BALDR FORCE EXE RESOLUTION（クーウォン）

2007年
- なっとうボーイ（ナットウキナーゼ）
- ピューと吹く!ジャガー（2007年 - 2008年、ジャガージュン市） - 2シリーズ

2009年
- トリコ（十夢）

2010年
- “文学少女”メモワールI -夢見る少女の前奏曲-（天野文陽）
- ムダヅモ無き改革 -The Legend of KOIZUMI-（鳩山ユキオ）

2011年
- 祝福のカンパネラOVA（ニック・ラジャック）

2013年
- アイアンマン：ライズ・オブ・テクノヴォア（トニー・スターク / アイアンマン）
- Vassalord.（ジョニー・レイフロ）※コミックス7巻OVA付き限定版

2014年
- アベンジャーズ コンフィデンシャル: ブラック・ウィドウ & パニッシャー（トニー・スターク / アイアンマン）
- 十三支演義 〜偃月三国伝〜 外伝 幽州幻夜（張世平）
- マギ シンドバッドの冒険（ヒナホホ）※コミックス第5 - 7巻特別版DVDに収録

### Webアニメ
2006年
- 暗黒キャット（先輩、店員B、警官D）

2008年
- 亡念のザムド（角股雷魚）

2009年
- リカちゃんと魔法の国（クマ）

2010年
- Halo Legends（ゴースト）

2012年
- 今日のあすかショー（あすかの父）

2014年
- スシニンジャ（エリートスシニンジャA）

2015年
- ニンジャスレイヤー フロムアニメイシヨン（シルバーカラス / カギ・タナカ）

2016年
- 残念中高年の健康見栄講座（ザイゼン）
- クレヨンしんちゃん外伝 エイリアン vs. しんのすけ（ひろし〈初代〉）
- ポケモンジェネレーションズ（ハンサム〈初代〉）

2019年
- ケンガンアシュラ（十鬼蛇二虎） - 2シリーズ 
- ゼノンザード THE ANIMATION（ヒュートラム・オブリカーン〈初代〉）

2020年
- ざしきわらしのタタミちゃん（カラオケ店 店長、緑犬）

### ゲーム
2020年以降の一部の作品は生前の収録音声を使用したライブラリ出演。
1991年
- 戦国関東三国志（語り）
- 太平記

1992年
- 山村美紗サスペンス 金盞花京絵皿殺人事件（杉陽二）

1995年
- クレヨンしんちゃん パズル大魔王の謎（ひろし）

1996年
- 慶応遊撃隊 活劇編（弁慶 他）
- クレイジー イワン（イワン・ポポビッチ）
- ヒロインドリーム（名渡画帝）
- ありす in Cyberland（トルケマダ）

1997年
- 同級生2（天道新幹線）
- マクロス デジタルミッション VF-X（ライバルパイロット）

1998年
- 金田一少年の事件簿 星見島 悲しみの復讐鬼（いつき陽介）
- リアルバウト餓狼伝説スペシャル DOMINATED MIND（ホワイト）
- SDガンダム GGENERATION（1998年 - 2025年、エレドア・マシス、リョウ・ルーツ、トラヴィス・カークランド、ノベンタ、アリー・アル・サーシェス、マイキャラクター男性1〈GENESIS〉） - 15作品

1999年
- ダンジョンキーパー2（ヒーロー、ダークエンジェル）

2001年
- ギガウイング2（カート＝アイシンカグラ） - ドリームキャスト版
- スタートリングアドベンチャーズ 空想3×大冒険（ゴードン コンラッド）
- グローランサーII（マクシミリアン・シュナイダー）
- 正義の味方（水原光一）
- キッズステーション クレヨンしんちゃん オラとおもいでつくるゾ!（ひろし）
- ロックマンX6（ゲイト）

2002年
- ヒカルの碁 平安幻想異聞録（緒方九段）
- エリュシオン 〜永遠のサンクチュアリ〜（アレックス）
- ラチェット&クランク（武器商人）
- ヒカルの碁 院生頂上決戦（緒方九段）

2003年
- スターオーシャン Till the End of Time（ルシファー・ランドベルト、アーリグリフ13世、ガブリエ・セレスタ）
- ロックマンエグゼ トランスミッション（ファラオマン）
- ヒカルの碁3（緒方九段）
- 頭文字D Special Stage（庄司慎吾）
- サモンナイト3（キュウマ）
- ラチェット&クランク2 ガガガ!銀河のコマンドーっす（武器商人）

2004年
- メタルギアソリッド3（シギント）
- 頭文字D to the Next Stage 〜プロジェクトDへ向けて〜（庄司慎吾）
- 宇宙のステルヴィア（白銀迅雷）
- スターオーシャン Till the End of Time ディレクターズカット（ルシファー・ランドベルト、アーリグリフ13世、ガブリエ・セレスタ）
- ピューと吹く!ジャガー 明日のジャンプ（ジャガージュン市）
- クレヨンしんちゃん 嵐を呼ぶ シネマランドの大冒険!
- ピューと吹く!ジャガー ビョーと出る!メガネくん（ジャガージュン市）
- 天誅 紅（鎬）
- 幻想水滸伝IV（ブランド）
- 鋼の錬金術師 ドリームカーニバル（マース・ヒューズ）
- 鋼の錬金術師2 赤きエリクシルの悪魔（マース・ヒューズ）
- ケロロ軍曹 メロメロバトルロイヤル（ナレーション、ポール森山）
- キングダム ハーツ チェイン オブ メモリーズ（アクセル）
- スーパーロボット大戦GC / XO（2004年 - 2006年、エレドア・マシス） - 2作品

2005年
- ラジアータ ストーリーズ（タナトス）
- ロマンシング サガ -ミンストレルソング-（ダーク、古刀）
- サルゲッチュ3（Dr.トモウキ）
- 鋼の錬金術師3 神を継ぐ少女（マース・ヒューズ）
- カウボーイビバップ 追憶の夜曲（スティーブ・チェイス）
- ラプソディア（ブランド、イスカス）
- エウレカセブン TR1:NEW WAVE（ホランド・ノヴァク）
- ケロロ軍曹 メロメロバトルロイヤルZ（ナレーション、ポール森山）
- 戦神（足利義輝）
- キングダム ハーツII（アクセル）

2006年
- 新 鬼武者 DAWN OF DREAMS（柳生宗矩）
- 頭文字D Street Stage（庄司慎吾）
- 幻想水滸伝V（フェリド、キリィ、コルネリオ、ベゲン、ブランドの人形）
- デカロン（ビシャス・サマナー）
- 超劇場版ケロロ軍曹 演習だヨ！全員集合（ナレーター）
- クレヨンしんちゃん 伝説を呼ぶ オマケの都ショックガーン!
- かしまし 〜ガール・ミーツ・ガール〜 「初めての夏物語。」（宇宙仁）
- 神業-KAMIWAZA-（藍之助）
- ロハン（ヒューマン男、エルフ男）
- ジャンヌ・ダルク（リシャール）
- クレヨンしんちゃん 最強家族カスカベキング うぃ〜（ひろし）
- メタルギアソリッド ポータブル オプス（シギント）

2007年
- ルミナスアーク（レオン）
- 頭文字D ARCADE STAGE 4（庄司慎吾）
- ケロロ軍曹 演習だヨ!全員集合 パート2（ポール森山、ナレーター）
- 史上最強の弟子ケンイチ 激闘!ラグナレク八拳豪（第四拳豪ロキ）
- クレヨンしんちゃんDS 嵐を呼ぶ ぬってクレヨ〜ン大作戦!
- キングダム ハーツII ファイナル ミックス+（アクセル）
- ドラゴンクエストソード 仮面の女王と鏡の塔（フォルグ / 嘆きの怪物）
- みんなのGOLF5（ブルーム）
- クライシス コア ファイナルファンタジーVII（レノ）
- メタルギアソリッド ポータブル・オプス+（シギント）
- アナザーセンチュリーズエピソード3 ザ・ファイナル（ホランド・ノヴァク、カシマル・バーレ）
- トゥームレイダーレジェンド（ラトランド）
- 銀魂 万事屋ちゅ〜ぶ ツッコマブル動画（服部全蔵）
- ウミショー（あむろの父）
- 戦国BASARA2 英雄外伝（松永久秀）

2008年
- 超劇場版ケロロ軍曹3 天空大冒険であります!（ナレーション、ポール森山）
- 君が主で執事が俺で 〜お仕え日記〜（上杉巌）
- スターオーシャン2 Second Evolution（ボーマン・ジーン）
- クレヨンしんちゃん 嵐を呼ぶ シネマランド カチンコガチンコ大活劇!
- メタルギアソリッド4（ドレビン）
- ひぐらしのなく頃に絆（公由冬司）
- シグマ ハーモニクス（仮面の執事、守人乱歩）
- スーパーロボット大戦Z（カシマル・バーレ、ホランド・ノヴァク、キャリン・フリック、ガガーン）
- 幻想水滸伝ティアクライス（ダナシュ8世、ホツバ）
- 赤い糸 DS（芽衣の父）

2009年
- 超劇場版ケロロ軍曹 撃侵ドラゴンウォリアーズであります!（ポール森山）
- クレヨンしんちゃん 嵐を呼ぶ ねんどろろ〜ん大変身!
- 赤い糸 destiny DS（芽衣の父）
- 戦国BASARA バトルヒーローズ（松永久秀）
- ヒャッコ よろずや事件簿!（傘叶一狼）
- リトルアンカー（アルヴァ・ローレン）
- マーベリック・スパイ -秘密の島のスパイたち-（ジャック・ダリエ）
- 風色サーフ（クラウス・ウーデット）
- キングダム ハーツ 358/2 Days（アクセル）
- アークライズファンタジア（ラストナ・オイゲン）
- おおかみかくし（九澄正明）
- ブラッディ コール（緒方清三郎 / オグン〈マスター〉）
- ファンタシースターポータブル2（クラウチ・ミュラー）
- NARUTO -ナルト- 疾風伝 ナルティメットアクセル3（真牙）

2010年
- キングダム ハーツ バース バイ スリープ（リア）
- エンド オブ エタニティ（ロエン）
- シグマ ハーモニクス コーダ（仮面の執事、守人乱歩）
- 電撃のピロト〜天空の絆〜（バリー）
- のーふぇいと! 〜only the power of will〜（壬生一郎、M.I.B.）
- ケロロRPG 騎士と武者と伝説の海賊（ナレーター）
- クレヨンしんちゃん おバカ大忍伝 すすめ!カスカベ忍者隊!
- ひまわり -Pebble in the Sky- Portable（雨宮大吾）
- ホスピタル 6人の医師（ガブリエル・カニンガム）
- 白騎士物語 -光と闇の覚醒-（スカーダイン）
- 祝福のカンパネラ Portable（ニック・ラジャック）
- クレヨンしんちゃん ショックガ〜ン!伝説を呼ぶオマケ大ケツ戦!!（ひろし）
- アサシン クリード ブラザーフッド（ミケロット）
- アーメン・ノワール（ゼクス）
- キャッスルヴァニア ロード オブ シャドウ（ガブリエル・ベルモンド）

2011年
- とある魔術の禁書目録（木原数多）
- ラストストーリー（ジャッカル）
- ファンタシースターポータブル2 インフィニティ（クラウチ・ミュラー）
- トイ・ウォーズ（レボルトB）
- アー ユー アリス?（眠りネズミ）
- 第2次スーパーロボット大戦Z 破界篇 / 再世篇（2011年 - 2012年、ホランド・ノヴァク、アリー・アル・サーシェス） - 2作品
- 鬼哭街（斌偉信）
- グロリア・ユニオン（ザザーランド）
- インファマス2（コール・マグラス）
- グラナド・エスパダ（ラルフ）
- 戦国BASARA クロニクルヒーローズ（松永久秀）
- 謎惑館 〜音の間に間に〜
- たんていぶ（瀬戸啓）
- 閃乱カグラ -少女達の真影-（霧夜）
- デッドエンド Orchestral Manoeuvres in the Dead End（拝坂御木）
- ファイナルファンタジー 零式（イザナ・クナギリ）
- 戦国BASARA3 宴（松永久秀）
- 機動戦士ガンダム エクストリームバーサス（2011年 - 2016年、アリー・アル・サーシェス） - 4作品
- クレヨンしんちゃん 宇宙DEアチョー!? 友情のおバカラテ!!
- 真かまいたちの夜 11人目の訪問者（烏飼優太）
- コール オブ デューティ モダン・ウォーフェア3（ウラジミール・マカロフ）

2012年
- スーパーロボット大戦OGサーガ 魔装機神II REVELATION OF EVIL GOD（ゴシン・オーダ）
- アーマード・コアV（主任）
- 幻想水滸伝 紡がれし百年の時（ヤンセン、ロドリク）
- スーパー戦隊バトル ダイスオーDX（チダ・ニック）
- ファンタジーアース ゼロ（ボイスチケット 駄目な男I、狂った傭兵I、快活な男II）
- 真剣で私に恋しなさい!!R（釈迦堂刑部）
- キングダム ハーツ 3D ［ドリーム ドロップ ディスタンス］（リア）
- 十三支演義 〜偃月三国伝〜（張世平）
- アンエンディング ブラッディコール（緒方清三郎/オグン〈マスター〉）
- 星葬ドラグニル（セス、マイケル、次回予告ナレーション）
- 特殊報道部（佐曽利昭雄）
- 恋戦隊 LOVE&PEACE THE P.S.P.（千鳥博士）
- ハンター×ハンター ワンダーアドベンチャー（レオリオ）
- 閃乱カグラ Burst -紅蓮の少女達-（霧夜）
- 特命戦隊ゴーバスターズ（チダ・ニック）
- ブレイブリーデフォルト フライングフェアリー（イクマ・ナジット）
- 鬼武者Soul（九戸政実、尼子国久、本多平八郎忠勝、柳生宗矩 他）
- 制服の王子様（松本悠一）
- ココロコネクト ヨチランダム（後藤龍善）
- スクール・ウォーズ（黒部大悟）
- 機動戦士ガンダム オンライン（エレドア）

2013年
- プレイステーション オールスター・バトルロイヤル（コール・マグラス）
- ダブルスコア 〜Cosmos×Camellia〜（崎田タクト）
- キングダム ハーツ HD 1.5 リミックス（アクセル）
- ティアラ コンチェルト（ビースト〈男性〉ボイス）
- ドラゴンズドグマ：ダークアリズン（バロック）
- バイオショック インフィニット（ブッカー・デュイット）
- タイニーマシンガン ザ ゲーム（御堂ゼン）
- スクール・ウォーズ〜卒業戦線〜（黒部大悟）
- コード・オブ・ジョーカー（山城軍司）
- スーパーロボット大戦Operation Extend（エレドア・マシス、アーバイン）
- 神撃のバハムート（マリンドラグーン・ザハール）
- ジョジョの奇妙な冒険 オールスターバトル（エシディシ）
- ダブルスコア 〜Cattleya×Narcissus〜（崎田タクト）
- パペッティア（ミスターG）
- ブレイブルー クロノファンタズマ（カグラ＝ムツキ）
- サウザンドメモリーズ（ドレイク）
- ブレイブリーデフォルト フォーザ・シークウェル（イクマ・ナジット）

2014年
- 戦国BASARA4（松永久秀）
- Tokyo 7th シスターズ（初代支配人）
- ガンスリンガー ストラトス2（水影虎之丞）
- 龍が如く 維新!
- 幕末Rock（近藤勇）
- グランブルーファンタジー（2014年 - 2023年、オイゲン〈初代〉、リベラ〈初代〉） - 3作品
- ジェイスターズ ビクトリーバーサス（ジャガージュン市）
- デカ盛り 閃乱カグラ（霧夜）
- クレヨンしんちゃん 嵐を呼ぶ カスカベ映画スターズ!（野原ひろし）
- 第3次スーパーロボット大戦Z 時獄篇 / 天獄篇（2014年 - 2015年、田中司令、不動ZEN） - 2作品
- 十三支演義 〜偃月三国伝2〜（張世平）
- クロノスタシア（ホリック・ソル）
- ソードアート・オンライン -ホロウ フラグメント-（PoH）
- 仮面ライダー バトライド・ウォーII（シネマ）
- 機動戦士ガンダム外伝 ミッシングリンク（トラヴィス・カークランド）
- フリーダムウォーズ（カルロス・“テオドシウス”・ジンナー）
- 裏語 薄桜鬼〜暁の調べ〜（勝海舟）
- BinaryStar（ヒュウガ・ジロ）
- キングダム ハーツ HD 2.5 リミックス（アクセル / リア）
- ケイオスリングスIII（アル）
- スーパーヒーロージェネレーション（アルケーガンダム）
- 三国志英歌
- ファイナルファンタジーVII Gバイク（レノ）
- アサシン クリード ユニティ（マルキ・ド・サド）
- 新・世界樹の迷宮2 ファフニールの騎士（ベルトラン）
- 白猫プロジェクト（2014年 - 2016年、マウリツィオ、レオリオ）
- はじめの一歩（木村達也）

2015年
- 喧嘩番長6〜ソウル&ブラッド〜（七瀬桃太郎）
- レゴ マーベル スーパー・ヒーローズ ザ・ゲーム（アイアンマン）
- デュラララ!! Relay（葛原金之助）
- ファークライ4（パガン・ミン）
- 夢王国と眠れる100人の王子様（マルタン）
- ひぐらしのなく頃に粋（公由冬司）
- 龍が如く0 誓いの場所（西谷誉）
- ファイナルファンタジー 零式 HD（イザナ・クナギリ）
- 雷子（龐統）
- 大乱闘スマッシュブラザーズシリーズ（2015年 - 2018年、ミュウツー） - 3作品
- ゼノブレイドクロス（ラオ）
- クイズRPG 魔法使いと黒猫のウィズ（ドゥーガ・ザムンタール）
- メビウス ファイナルファンタジー（ガーランド〈変貌前〉）
- 英雄伝説 空の軌跡 FC Evolution（ナイアル・バーンズ）
- バットマン アーカム・ナイト（ジョーカー）
- 戦国BASARA4 皇（松永久秀）
- 戦の海賊（ジェラルド）
- ひまわり-Pebble in the Sky-（雨宮大吾）
- うたわれるもの シリーズ（2015年 - 2021年、ハク / オシュトル〈ハク〉〈初代〉） - 7作品
- セブンスドラゴンIII code:VFD（ジュリエッタ、キャラクターメイク）
- ニード・フォー・スピード (2015)（トラビス）
- ジョジョの奇妙な冒険 アイズオブヘブン（エシディシ）
- ザクセスヘブン リベリオン（室長）
- Bloodborne The Old Hunters（連盟の長、ヴァルトール）

2016年
- チェインクロニクル（ハク）
- エルダー・スクロールズ・オンライン（エメリック）
- 嫁コレ（東金朔夜）
- プラマイウォーズV（喜多清十郎）
- 猛獣たちとお姫様（バルトルト）
- ワールドチェイン（ロビン・フッド、リチャード1世、楠木正成）
- ワールド オブ ファイナルファンタジー（イフリート）
- ファイナルファンタジーXV（アーデン・イズニア）
- ウォッチドッグス2（ドゥシャン・ネメック）
- League of Legends（マスター・イー〈初代〉）

2017年
- 仁王（島左近）
- この世の果てで恋を唄う少女YU-NO（有馬広大）
- スターオーシャン:アナムネシス（ルシファー、ボーマン）
- ディアホライゾン（ウルフ）
- グラフィティスマッシュ（バルド）
- コード：リアライズ 〜白銀の奇跡〜（マイルズ・ストランド）

2018年
- 銀魂乱舞（服部全蔵）
- ファイナルファンタジーXV ポケットエディション（アーデン・イズニア）
- 閃乱カグラ Burst Re:Newal（霧夜）
- 茜さすセカイでキミと詠う（徳川光圀）
- 機動戦士ガンダム エクストリームバーサス2（2018年 - 2025年、アリー・アル・サーシェス） - 4作品

2019年
- キングダム ハーツIII（アクセル / リア）
- スーパーロボット大戦T / 30（2019年 - 2021年、ブロッケン伯爵） - 2作品
- ファンタジーライフ オンライン（ブライ）
- スーパーロボット大戦DD（2020年 - 2024年、アリー・アル・サーシェス）
- ドラゴンクエストライバルズ（カンダタ）

2020年
- 北斗の拳 LEGENDS ReVIVE（アイン〈初代〉）
- ファイナルファンタジーVII リメイク（レノ）
- とある魔術の禁書目録 幻想収束（木原数多）
- ジョジョのピタパタポップ（エシディシ）
- マーベルアイアンマン VR（アイアンマン / トニー・スターク）
- 真・女神転生III NOCTURNE HD REMASTER（カグツチ）
- RANBU 三国志乱舞（孫堅）

2021年
- 共闘ことばRPG コトダマン（レオリオ）

2022年
- ロックマンX DiVE（ゲイト ナイトメア）
- 穢翼のユースティア（ギルバルト・ディス・バルシュタイン）
- SDガンダム バトルアライアンス（アリー・アル・サーシェス）
- ジョジョの奇妙な冒険 オールスターバトルR（エシディシ）
- モンスターストライク（2022年 - 2023年、ジェイク、マース・ヒューズ）
- クライシス コア ファイナルファンタジーVII リユニオン（レノ）

2023年
- 機動戦士ガンダム アーセナルベース（アリー・アル・サーシェス）
- STAR OCEAN THE SECOND STORY R（ボーマン・ジーン）

2024年
- ファイナルファンタジーVII リバース（レノ）

2025年
- ゼノブレイドクロス ディフィニティブエディション（ラオ）
- HUNTER×HUNTER NEN×IMPACT（レオリオ）

### ドラマCD
- アーメン・ノワール（ゼクス）
- アインザッツ（車治夫[266]）
- 阿佐ヶ谷Zippy（庵原若菜）
- 浅見光彦シリーズ 天河伝説殺人事件（瀬田刑事）
- Are you Alice?（眠りねずみ）
- 穢翼のユースティア（ギルバルド・ディス・バルシュタイン）
- 甘利先生の華麗なセミナー（中虫壁一）
- 息遣いシリーズ 双子編 兄と弟の日常吐息（後藤大良）
- ウルトラ怪女子（ウルトラマンベリアル）
- 噂屋（三枝九段）
- 英雄伝説VI 空の軌跡 〜去り行く決意〜 / 〜繋がる絆〜（ナイアル・バーンズ）
- 拝み屋横丁顚末記 シリーズ（市川文世）
- オジサマ専科 Vol.3 Restore the Bistro-お嬢様奮闘記-（坂之上龍）
- おまけの小林クン（小林燕）
- 神様のメモ帳 おしゃれサギ師の末路（相賀沢淳）
- 危機之介御免（平賀源内）
- キサラギ 声優ver.（いちご娘）
- KISS×KISS collections Vol.1「オトナのキス」（大月蒼夜）
- KISS×KISS collections Vol.20 「エンドレスキス」（原 儀人）
- KISS×KISS collecutions 声優アニメディアSPECIAL EDITION CD（ナビゲーター&プロデューサー / 『声優アニメディア』2009年9月号付録）
- キャプテンフック ラブズ ロック（黄泉）
- グッド ラック ハンター 〜幸運の狩人〜（スネーク）
- 紅蓮の夢（ケリー[267]）※茅田砂胡 全仕事1993-2013〈特別版〉同梱
- グローランサーII-CONDITION OF KNIGHT（マクシミリアン・シュナイダー）
- クロム・ブレイカー（ハリー少佐）
- 月光仮面ビギンズ サタンの爪（榊幸雄）
- ケロロ軍曹 シリーズ（ナレーション 他）
- 幻想水滸伝II（ラウド）
- 胡鶴捕物帳（縹）
- ココロコネクト 夏と水着と暴風雨 / 春とデートと妹ごっこ（後藤龍善）
- 彩雲国物語 第二巻 黄金の約束（浪燕青）
- ジ エピック オブ ゼクトバッハ ノベルCDシリーズ -Blind Justice-（リュドミール）
- 地獄堂霊界通信（土方先生）※コミックス第6巻ドラマCD付き特装版
- 静かなるドン（生倉新八）
- シャーロック・ホームズ 第1 - 2巻（シャーロック・ホームズ）
- 獣装機攻ダンクーガノヴァ EXTRA MISSION 1「あの時の月面決戦」（田中）
- 12人の優しい殺し屋 Introduction/Fate:Topaz（葛葉涼）
- 純愛特攻隊長! 2（遊佐法男）
- 茅田砂胡 CDブック スカーレット・ウィザード 女王と海賊の契約（ケリー・クーア[268]）
- 新 鬼武者 -柳生十兵衛 茜の旅立ち-（柳生宗矩）
- SWEET×SWEET MEMORIAL CD vol.1 三国志（張飛、孔明）
- スイス時計の謎（三隅和樹）
- セイント・バトラーズ 菫の大公と黒の家令（ダグラス）
- 戦国武将物語-豪傑編 その弐-（朗読〈第四話〉）
- 千の風になって -ウパシとレイラの物語-（ナキ）
- タイニーマシンガン FILE:1 THE KNOCKDOWN（御堂ゼン）
- 戦う!セバスチャン（デーデマン父）
- ダブルスコア -Rosa-: 崎田タクト / 華の31歳組-そうだ温泉、行こう-（崎田タクト[269]）
- ダンツァ プラス カッパーズ（タイラー）
- ディケイド -Yukiru Sugisaki 10th Anniversary-（アズマ・ヒジカタ、パパB）
- 停電少女と羽蟲のオーケストラ 第三楽章：命（鎖紺）
- 天然パールピンク（乾欽一）
- 東海道HISAME-陽炎-（八雲）
- 東海道HISAME-陽炎- 千子村正編（八雲）
- ドラゴンシャドウスペル（ヴァン教授）
- トリニティブラッド File #03 RADIO HEAD + more（イザーク・フェルナンド・フォン・ケンプファー）
- ナヴァグラハ -DefenD 9 Triggers-（蓮愛作[270]）※コミックス第2巻ドラマCD付き特装版
- ぬらりひょんの孫 千年魔京 音盤劇話抄 -第二幕- 江戸の華 黒田坊の怪（奴良鯉伴[271]）
- はいぱーぽりす 外伝 いで湯、湯の花、恋の花（立花誠）
- 覇王大系リューナイト CDシネマ1「ブラボー砦の決闘」（兵隊B）
- 幕末志士物語-新選組編-（近藤勇）
- ヴァッサード（ジョニー・レイフロ）
- 破天荒遊戯（ロドリー）
- ビースト オブ イースト 異聞・東方眩暈録（賀茂光栄）
- ひまわり（雨宮大吾）
- 百鬼夜行抄 -凍える影が夢見るもの-（安達透）
- ピューと吹く!ジャガー シリーズ（ジャガージュン市）
- フーキーズ（小日向剛）
- ブラック キャット（スヴェン＝ボルフィード）
- ブラッディ コール ドラマCD・II -フライコール編-（オグン〈マスター〉）
- フラワー・オブ・ライフ（小柳）
- ブレイブ10（筧十蔵）
- ボイス カラーズ シリーズ 06.-約束-
- ぼくたちと駐在さんの700日戦争 Part.1 - 3（駐在）
- ほしいもパラダイス2 -万能ネギ男を救出せよ!-（ビーフ刑事・ジャーキー、宇宙食刑事・ギャラクシー）
- 魔法先生ネギま!さらば愛しき紅き翼（ガトウ・カグラ・ヴァンデンバーグ）
- 丸川くん家の猫たち 第一 - 五席（大平秀介）
- まろまゆ（店長）
- 名作文学（笑）VSシリーズ 北風VS太陽（旅人）
- モノノケミステリヰ（ナレーション[272]）
- 八雲立つ 音盤物語（北野先輩）
- ユリア100式（秋葉博士）
- 世にも奇妙な通販ばなし（今井一郎）※アニメイトオンラインショップリニューアル特典CD
- ラディカル・ホスピタル（榊忠嗣）
- リボーン（Arkaist）
- 恋愛上等イケメン学園1 - 2（冴島先生）
- ワイルドハーフ ドラマアルバム Encounter 2 - 3（竹村）
- 若草物語 -紙ヒコーキに乗って-（マーチ夫人）
- 私の執事 on bitter taste（執事）

### BLCD
- 偽りのアルカネット（高鳥敬一郎）
- 吸血鬼と愉快な仲間たち 2 〜Love Birth〜（酒入）
- 富士見二丁目交響楽団シリーズ 8  第二部1 桐ノ院圭はかく語りき（芳野和弘）
- 富士見二丁目交響楽団シリーズ 11 真面目コンマスはコンダクターの夢を見るか（ママ/高田理事長）
- 富士見二丁目交響楽団シリーズ 12 第二部外伝 八月十二日（晴れ）（ももこ・貝塚）
- LOVE MODE 1 - 4・6（高宮桂）
- 我らの水はどこにある（寺沢征一）

### ラジオドラマ
- あさひるばん ビギニング（2013年、阪元雷蔵〈監督〉[273]）

### 吹き替え

#### 担当俳優
アダム・サンドラー
- コーンヘッズ（1993年、カーマイン・ウェイナー）
- リトル★ニッキー（2001年、ニッキー）
- アニマルマン（2001年、町の住人）

エリック・バナ
- ラッキー・ユー（2007年、ハック・チーバー）
- ハンナ（2011年、エリック・ヘラー）
- NY心霊捜査官（2015年、ラルフ・サーキ）

ガイ・ピアース
- 第一容疑者 最終章（1997年、マイケル）
- L.A.コンフィデンシャル（2001年、エド・エクスレイ）※フジテレビ版
- 奇術師フーディーニ 〜妖しき幻想〜（2009年、ハリー・フーディーニ）

クリスチャン・スレーター
- マンハッタン花物語（1997年、ルイス・ファレル）
- スコーピオン（2002年、ハンソン）
- MR. ROBOT/ミスター・ロボット（2015年、ミスターロボット）※シーズン1

トニー・レオン
- ファイティングラブ（2003年、トンザイ）
- ラスト、コーション（2008年、易〈イー〉）
- ゴージャス（2010年、アルバート）※ポニーキャニオン版
- 大魔術師"X"のダブル・トリック（2013年、張賢）

マシュー・ブロデリック
- ハイスクール白書 優等生ギャルに気をつけろ!（2000年、ジム・マキャリスター）
- GO!GO!ガジェット（2000年、ジョン・ブラウン / ガジェット）
- 惑星「犬」。（2004年、ハブル）

マシュー・マコノヒー
- マジック・マイク（2014年、ダラス）
- ダラス・バイヤーズクラブ（2014年、ロン・ウッドルーフ）
- 追憶の森（2016年、アーサー・ブレナン）
- ビトウィーン・トゥ・ファーンズ: ザ・ムービー（2019年、本人）

ロバート・ダウニー・Jr
- ジョニー・ビー・グッド（2000年、レオ・ウィギンス）
- マーベル・シネマティック・ユニバース（2008年 - 2019年、トニー・スターク / アイアンマン）
  - アイアンマン※劇場公開版
  - インクレディブル・ハルク
  - アイアンマン2※劇場公開版
  - アベンジャーズ
  - アイアンマン3
  - アベンジャーズ/エイジ・オブ・ウルトロン
  - シビル・ウォー/キャプテン・アメリカ
  - スパイダーマン:ホームカミング
  - アベンジャーズ/インフィニティ・ウォー
  - アベンジャーズ/エンドゲーム
  - スパイダーマン:ファー・フロム・ホーム

- 路上のソリスト（2009年、スティーヴ・ロペス）
- シャーロック・ホームズ（2010年、シャーロック・ホームズ）※劇場公開版
  - シャーロック・ホームズ シャドウ ゲーム（2012年）

- デュー・デート 〜出産まであと5日!史上最悪のアメリカ横断〜（2011年、ピーター・ハイマン）
- シェフ 三ツ星フードトラック始めました（2015年、マーヴィン）
- ジャッジ 裁かれる判事（2015年、ヘンリー・“ハンク”・パーマー）
- ザ・シェフ・ショー 〜だから料理は楽しい!〜（2019年、本人）
- ドクター・ドリトル（2020年、ジョン・ドリトル先生）※遺作

#### 映画
- ノーマンズ・ランド（1991年）※テレビ朝日版
- メンフィス・ベル（1991年、クレイ・バズビー）※ビデオ版
- チャイニーズ・ゴースト・ストーリー2（1992年、チーシャウ・ヤッイップ）※テレビ東京版
- アリゲーター2（1993年、リッチ・ハーモン）※テレビ東京版
- Oh!大迷惑?!（1993年）
- クライムブローカー 仮面の誘惑（1993年、廷吏 / 男 / 英国人 / 警察無線）
- ローデッド・ウェポン1（1993年、ジャック・コルト）※ビデオ版（標準語）
- 飛べないアヒル シリーズ（1994年 - 1998年、ゴードン・ボンベイ） - 3作品
- ハード・トゥ・キル（1994年、ショットガンを持ったチンピラ）※テレビ朝日版
- ア・フュー・グッドメン（1994年、ウィリアム・T・サンティアゴ一等兵）
- 流血の絆/野望篇（1994年、サクリスタン）
- ペリカン文書（1994年、カーティス・モーガン / ガルシア）※ソフト版
- アフリカン・ダンク（1994年、ジミー・ドーラン）
- パラダイスの逃亡者（1995年、アルビン・ファーポ）
- 九龍大捜査線（英語版）（1995年、サム）
- ハード・ブレット 仁義なき銃弾（1996年、ルビー）
- ダンボドロップ大作戦（1996年、ファーリー）
- デンジャラス・マインド/卒業の日まで（1996年、ラウル）
- マクマレン兄弟（1996年、パトリック）
- 酔拳2（1996年、諜報員）※フジテレビ版
- マスク（1996年、エディ）※ソフト版
- ツイスター（1997年、ダスティ・デイビス）※DVD・ビデオ版
- 戦火の勇気（1997年、モンフリーズ軍曹）※DVD・ビデオ版
- シャロウ・グレイブ（1997年、アレックス）
- ジョーズ・アパートメント（1997年、ジョー）
- ドラゴン危機一発'97（1997年、ベン）
- バッドフェロー（1997年、ダーネル）
- ネゴシエーター（1997年、ケヴィン・マッコール）※DVD・ビデオ版
- ストリートファイター（1997年、ケン・マスターズ）※テレビ版
- バウンド（1998年、ジョニー）※ソフト版
- スウィンガーズ（英語版）（1998年、トレント・ウォーカー）
- ミミック（1998年、ジョシュ）※DVD・ビデオ版
- ラストサマー（1998年、マックス）※ソフト版
- エルム街の悪夢（1998年、ロッド・レイン）※ソフト版
- ノック・オフ（1999年、ハン）※DVD・ビデオ版
- トゥルー・ロマンス（1999年、ディック・リッチー）※テレビ東京版
- 知らなすぎた男（1999年、ジェイムズ・リッチー）
- ワイルドシングス（1999年、サム・ロンバート）※ソフト版
- レッド・バイオリン（1999年、フレデリック・ポープ）
- サイモン・セズ（英語版）（2000年、マクロ）
- コン・エアー（2000年、フランシスコ・シンディーノ）※テレビ朝日版
- ブレイド（2001年、クリーガー巡査、医者）※テレビ東京版
- ボーイズ・ドント・クライ（2001年、ロニー）
- ドラゴンハート 新たなる旅立ち（2001年、ドレイク）
- マーキュリー・ライジング（2001年、レオ・ペドランスキー）※テレビ朝日版
- S.L.C. PUNK!!!（2001年、スティーボ）
- ふたりの男とひとりの女（2001年、チャーリー・ベイリーゲイツ / ハンク・エバンズ）
- ハート・オブ・ウーマン（2001年、モーガン・ファレル）※ソフト版
- 102（2001年、ケヴィン・シェパード）
- モンキーキング 西遊記（2001年、孫悟空）
- スナッチ（2001年、ヴィニー）
- ミリオンダラー・ホテル（2001年、イジー）
- アタック・ザ・マミー（2002年、ダニエル・フリン）
- ダブル・テイク（英語版）（2002年、ダリル・チェイス）
- トゥームレイダー（2002年、ピムズ）※DVD版
- 狂っちゃいないぜ（2002年、ロン・ヒューイット）
- アリゲーター/愛と復讐のワニ人間（2002年、クライトーン）
- ミシェル（英語版）（2002年、フランソワ）
- オクトパス（2002年、ロイ・ターナー）※テレビ版
- ブレイド2（2002年、スカッド）※ソフト版
- プレッジ（2003年、スタン・クロラック）
- 13ゴースト（2003年、デニス・ラフキン）
- ディープ・エンド（2003年、アレックス・スペラ）
- エネミー・オブ・アメリカ（2003年、デビッド・プラット）※フジテレビ版
- スクービー・ドゥー シリーズ（2003年 - 2005年、シャギー） - 2作品
- 戦場のピアニスト（2003年、マヨレク）
- プラトーン（2003年、バニー）※テレビ東京版
- ベッカムに恋して（2003年、ジョー）
- デッドコースター ファイナル・デスティネーション2（2003年、ローリー・ペータース）※ソフト版
- アイデンティティー（2004年、エド）※ソフト版
- マッチスティック・メン（2004年、フランク）
- レッド・ウォーター/サメ地獄（2004年、エメリー・ブラウザード）※DVD・ビデオ版
- アドルフの画集（2004年、ジョージ・グロス）
- ロスト・メモリーズ（2004年、坂本正行）
- イン・ザ・カット（2004年、ジョン・グラハム）
- ルーニー・テューンズ:バック・イン・アクション（2004年、マシュー・リラード、スパイカーナビの声、ロビー・ザ・ロボット）
- DENGEKI 電撃（2004年、ジュージ・クラーク）※日本テレビ版
- アバウト・アダム アダムにも秘密がある（英語版）（2005年、アダム）
- ホワイト・ライズ（2005年、ダニエル）
- ウィラード（英語版）（2005年、ウィラード）
- エイリアンVSプレデター（2005年、コナーズ）
- ワン・モア・キス（英語版）（2005年、サム）
- チャーリーとチョコレート工場（2005年、ウィリー・ウォンカ）※劇場公開版
- カレの嘘と彼女のヒミツ（2005年、デレク）
- バッファロー・ドリーム（2005年、トーマス）
- ヒップホップ・プレジデント（2005年、メイズ・ギリアム）
- 悪魔の棲む家（2006年、ジョージ・ラッツ）
- ロード・オブ・ドッグタウン（2006年、スキップ）
- ミュンヘン（2006年、ルイ）
- タイフーン/TYPHOON（2006年、カン・セジョン）※ソフト版
- ヴァン・ヘルシング（2007年、ヴェルカン・ヴァレリアス）※テレビ朝日版
- アダム -神の使い 悪魔の子-（英語版）（2007年、ポール・ダンカン）
- unknown/アンノウン（2007年、シャツの男）
- Mr.マーダー 完全版 悪夢のクローン計画（2007年、マーティ・スティルウォーター / アルフィー）
- 鉄板英雄伝説（2007年、ウィリー）
- ダーウィン・アワード（2008年、マイケル・バロウズ）
- リビング・デス 殺しの前戯（2008年、ヴィクター・ハリス）
- ミラクル7号（2008年、カオ先生）
- ダークナイト（2008年、ジョーカー）※ソフト版
- アルビン 歌うシマリス3兄弟 シリーズ（2008年 - 2016年、デイブ・セビリア） - 4作品
- キャンプ・ロック シリーズ（2009年 - 2011年、ブラウン） - 2作品
- ダ・ヴィンチ・コード（2009年、シラス）※フジテレビ版
- ロックンローラ（2009年、ワンツー）
- フロスト×ニクソン（2009年、ジェームス・レストン・Jr）
- ウォッチメン（2009年、ジョン・オスターマン / Dr.マンハッタン[289]）
- 007 カジノ・ロワイヤル（2009年、ル・シッフル）※テレビ朝日版
- ノウイング（2010年、フィル・ベックマン）
- アリス・イン・ワンダーランド（2010年、ハートのジャック）※劇場公開版
- ショーツ 魔法の石大作戦（2010年、ノズワーシー博士）
- シェルター（2010年、デヴィッド）
- フィリップ、きみを愛してる!（2010年、スティーヴン・ラッセル）
- 最高の人生の見つけ方（2010年、トマス）※テレビ朝日版
- ソウ ザ・ファイナル 3D（2011年、ボビー・デイゲン）
- ラブ・ダイアリーズ（2011年、ウィル・ヘイズ）
- 完全なる報復（2011年、ニック・ライス）
- 食べて、祈って、恋をして（2011年、スティーヴン）
- ワイルド・スピード MAX（2011年、ブライアン・オコナー）※テレビ朝日版
- タイタンの戦い（2012年、イクサス）※テレビ朝日版
- ザ・マペッツ（2012年、ゲイリー）
- プロメテウス（2013年、ファイフィールド）※劇場公開版
- ジャッジ・ドレッド（2013年、ドレッド）
- マキシマム・ソルジャー（英語版）（2014年、ザンダー）
- トラップ（2015年、デニス・クイリアード）
- ラッシュ/プライドと友情（2015年、ニキ・ラウダ）※オンデマンド配信版
- 復活（英語版）（2016年、クラヴィウス）
- キング（2019年、ウィリアム）

#### ドラマ
- 恐竜家族（1996年、陪審長）
- スタートレック:ディープ・スペース・ナイン（1996年 - 1998年、ジュリアン・ベシア）※第1 - 5シーズン
- 刑事ナッシュ・ブリッジス #3（1997年、ベイビー・ボーイ）
- ザ・プラクティス ボストン弁護士ファイル（ - 2005年、ボビー・ドネル） - 8シリーズ
- スタートレック:ヴォイジャー（2000年 - 2001年、#82：レカー、#135：ペンク）
- スタートレック:エンタープライズ #10（2002年、マシュー・ライアン）
- そりゃないぜ!? フレイジャー（2002年、ナイルズ・クレイン）
- アンドロメダ（2003年、テレマカス・ラーデ）
- TAKEN（2003年、ラッセル・キーズ）
- 24 -TWENTY FOUR- シーズン2（2004年、ゲイリー・マシスン、CTUの警備員 他）
- ザ・グリッド（2005年、マックス・カナリー）
- トゥルー・コーリング（2005年、#6：デレク、#22：ドナルド・スチュワート・ミッチェル）
- LOST（2005年、ソーヤー）
- CSI:ニューヨーク #3（2006年、ジョエル）
- CSI:マイアミ4 #20（2007年、レオ）
- クローザー #25（2009年、ワトソン神父）
- glee/グリー 踊る♪合唱部!?（2010年、ブライアン・ライアン）
- THE MENTALIST メンタリストの捜査ファイル
  - シーズン2 #16（ディーン・ハーケーン〈トニー・カラン〉）
  - シーズン4 #8（オマー・ヴェガ〈カマル・デ・ロス・レイエス〉）
- 救命医ハンク3 セレブ診療ファイル #12（2012年、ジャレド）
- ストライクバック:極秘ミッション（2013年、ダミアン・スコット）
- トランスポーター ザ・シリーズ（2013年 - 2017年、フランク・マーティン） - 2シリーズ
- ラスベガス（2013年、#3：ジュリアン・カービス、#4：アントン）
- ハンニバル（2014年 - 2016年、フレデリック・チルトン医師） - 3シリーズ
- HELIX -黒い遺伝子-（2014年、ピーター・ファラガット）
- ストレイン 沈黙のエクリプス（2015年 - 2016年、ヴァシリー・フェット）※シーズン2まで
- スクリーム・クイーンズ（2015年 - 2016年、ウェス・ガードナー）※シーズン1まで
- アメリカン・クライム・ストーリー/O・J・シンプソン事件（2016年、O・J・シンプソン）
- エクスタント－インフィニティ（2016年、JD・リクター）
- NCIS: ニューオーリンズ（2016年、ポール・“ベイトフィッシュ”・ジェンクス）
- 新アウターリミッツ（ウォーターズ、マルケス大尉）

#### アニメ
1992年
- チップとデールの大作戦（ペンギン）※新吹き替え版
- バットマン（ミン&マックス〈トゥーフェイスの部下〉）

1994年
- ピンクパンサー（ルーイ）
- リトル・マーメイド（ソアー王子）

1996年
- ルーニー・テューンズ

1997年
- ビーストウォーズ 超生命体トランスフォーマー（1997年 - 1998年、ダイノボット）
- ピンクパンサーシリーズ（ピンクパンサー）※ビデオオリジナル版

1998年
- CG版ビーストウォーズ 激突！ビースト戦士（ダイノボット）
- CG版ビーストウォーズ メタルス（ダイノボット）

1999年
- くまのパディントン（パディントン）
- バットマン・ザ・フューチャー（スペルバインダー / アイラ・ブリングス）
- ビーストウォーズメタルス 超生命体トランスフォーマー（ダイノボット）

2000年
- スティーブン・スピルバーグのトゥーンシルバニア（フレッド 他）
- レックス・ザ・ラント（ケビン、ハッピー・ラビットのボーカル、ゴミ袋の声）

2002年
- 101匹わんちゃんII パッチのはじめての冒険（ポンゴ）
- ハウス・オブ・マウス（ポンゴ）

2003年
- バイオニクル マスク・オブ・ライト ザ・ムービー（オワツ）

2005年
- シンドバッド 7つの海の伝説（シンドバッド）
- ザ・バットマン（ラグドール）
- ディノブレイカー（パイク）

2007年
- ブーンドックス（エド3世）
- ミュータント タートルズ（トラクシマス）

2009年
- バットマン:ブレイブ&ボールド（ジョーカー、レッドフード）

2010年
- トランスフォーマー アニメイテッド（グリムロック）

2011年
- スター・ウォーズ/クローン・ウォーズ（クインラン・ヴォス）
- カンフー・パンダ2（シェン大老）

2012年
- 超ロボット生命体 トランスフォーマー プライム（メガトロン、ベクターシグマ、ゴラII、ハデス）
- トムとジェリー ロビン・フッド（ノッティンガムのシェリフ）

2014年
- レゴ バットマン:ザ・ムービー〈ヒーロー大集合〉（ジョーカー）

2016年
- レゴ スーパー・ヒーローズ:ジャスティス・リーグ〈ゴッサム大脱出〉（ジョーカー）

2023年
- ビーストウォーズ 超生命体トランスフォーマー アゲイン（ダイノボット）

#### 人形劇
- がんばれタッグス（1992年、ビッグマック、シーローグ、フランク）

### デジタルコミック
- ANGEL PARA BELLUM エンジェルパラベラム（2010年、シトリー）
- 吸血姫 ヴァンパイア・プリンセス（2010年、神威次狼）
- マップス ネクストシート（2010年、ミュズの父）
- 激辛! カレー王子（2013年、カレー王子）

### 特撮
- 特命戦隊ゴーバスターズ（2012年 - 2013年、チダ・ニックの声） - 1シリーズ + 3作品[一覧 39]
- 帰ってきた特命戦隊ゴーバスターズVS動物戦隊ゴーバスターズ（2013年、バックパッカー、チダ・ニックの声 役）
- 快盗戦隊ルパンレンジャーVS警察戦隊パトレンジャー（2018年 - 2019年、ジャックポットストライカーの声[293]） - 2作品[一覧 40]

### ラジオ
※はインターネット配信。
- ぴたぴたエンジェル♪A（2002年 - 2003年、ラジオ大阪）「ウォルコットの独り言」
- エンジェルLOVE（2003年 - 2005年、ラジオ大阪）「ウォルコットの独り言」
- アニプレックスアワー ハガレン放送局（2005年、ラジオ大阪・文化放送）2月度パーソナリティ
- そらいろらじお（2007年、BEAT☆Net Radio!※・ランティスウェブラジオ※）7月度パーソナリティ
- 藤原啓治のそうさなあ（2007年、文化放送）
- 藤原・平田のSweet Tea Party（2007年 - 2008年、インディーズレーベル「IM」サイト※）
- ANI-COM RADIO 〜フジワラでいいカナ〜（2008年 - 2011年、2013年 - 2014年、ANIPLEX公式サイト※）
- ヒャッコ とらのこラジオ（2008年 - 2009年、アニメイトTV※・メディファクラジオ※）
- 屍姫ラヂヲ こちら大麟館放送局（2008年 - 2009年、アニメイトTV※）
- Vassalord. Radio Station（2009年、アニメイトTV※）
- ママチャリと駐在のぼくちゅうラジオ!（2009年、DNEメディアステーション※）
- ミラクル☆トレインラジオ〜車掌室へようこそ〜（2009年 - 2010年、テレビアニメ公式サイト※）
- 荒川FM（2010年、音泉※）
- APPLE FOREST スタジオ（2015年 - 2016年、アニメイトTV※）
- コサキンDEワオ!（1990年代、ゲスト出演（クレヨンしんちゃんファミリーの1人として）、TBSラジオ）

### ラジオCD
- DJCD ハガレン放送局 TAKE3（2005年）マンスリー・パーソナリティ
- DJCD 今日からマ王!眞魔国放送協会-SHK- vol.2（2007年）ゲスト
- 藤原・平田のSweet Tea Party 1 - 2（2008年 - 2009年）
- ANI-COM RADIO 〜フジワラでいいカナ〜 DJCD 1 - 4（2009年 - 2012年）

### ナレーション
- CM
  - カプコン ロックマンエグゼBEAST BEAST LINK GATE（2006年）
  - ニッポンレンタカー（2004年） -「恋の行方」歌：ひろし&みさえ
  - バンダイ ケロロ軍曹プラモデルシリーズ
  - バンプレスト スーパーロボット大戦Z（2008年）
  - 実写版 荒川アンダー ザ ブリッジ
  - アベンジャーズ/エンドゲーム
  - 週刊 アイアンマン[294]

- テレビ番組
  - 石川遼スペシャル RESPECT 〜ゴルフを愛する人々へ〜（2010年4月 - 2012年3月、テレビ東京）
  - 逆流!シラベルトラベル（2010年4月 - 8月、テレビ東京）
  - 飛び出せ!科学くん（2011年1月期 - 2011年9月、TBSテレビ）
  - 日経スペシャル 未来世紀ジパング〜沸騰現場の経済学〜（2011年11月14日 - 2015年3月16日、テレビ東京）

- テレビドラマ
  - 恋なんて贅沢が私に落ちてくるのだろうか?（2012年、フジテレビTWO）ナレーション、メリーの声
- その他
  - 首都高トールサービス西東京株式会社 首都高料金所スタッフ 採用広告映像（2020年）[295]

### 実写
- テレビドラマ「避暑地の猫」 #2（1988年9月8日、テレビ朝日）
- 映画「Wonderful World」（2010年）西川芳高 役
- クレヨンしんちゃん ガチンコ!逆襲のロボとーちゃんDVD CM（2014年）独り身の男 役

### その他コンテンツ
テレビでの出演
| 番組名                           | 番組放送・担当期間    | 役職・備考 |
| -------------------------------- | --------------------- | --- |
| TXNニュース 夕方枠（テレビ東京） | 1994年4月 - 2003年9月 | ニュース犬ブーニー役、詳細は各番組のページを参照、2000年9月までは日曜特集→土日特集ワンコーナー、同年10月から2003年3月までは平日ワンコーナー、同年4月からは金曜特集ワンコーナーと変更しつつ出演し『ニュース犬が行く!』を放送、日曜特集時代には土曜日に天気コーナーにも出演し『ブーニーの天気予報』を放送 |
| Let's天才てれびくん（NHK Eテレ） | 2014年度 - 2016年度   | あかのやま役 |

テレビ以外での出演
- MAPLUS ポータブルナビ3（2009年、キャラ音声、通常音声）
- 孔雀王 戦国転生 プロモーション用アニメ（2014年、秀吉）
- 「声優日記」（中日新聞夕刊芸能面コラム、2014年 - 2016年）[296]

## ディスコグラフィ

### キャラクターソング
| 発売日   | 商品名                                 | 歌 | 楽曲                                                  | 備考                                                 |
| 1993年   | 1993年                                 | 1993年 | 1993年                                                | 1993年                                               |
| -------- | -------------------------------------- | --- | ----------------------------------------------------- | ---------------------------------------------------- |
| 8月10日  | クレヨンしんちゃん                     | ひろし（藤原啓治）                                                                                             | 「北埼玉ブルース」                                    | テレビアニメ『クレヨンしんちゃん』挿入歌             |
| 1997年   |                                        | |                                                       |                                                      |
| 4月10日  | クレヨンしんちゃん4                    | ひろし（藤原啓治）、みさえ（ならはしみき）                                                                     | 「せめて今夜だけは」                                  | テレビアニメ『クレヨンしんちゃん』関連曲             |
| 1999年   |                                        | |                                                       |                                                      |
| 3月25日  | INITIAL D VOCAL BATTLE                 | 庄司慎吾（藤原啓治）                                                                                           | 「DON'T STAND SO CLOSE」                              | テレビアニメ『頭文字D』関連曲                        |
| 2001年   |                                        | |                                                       |                                                      |
| 10月30日 | クレヨンしんちゃん どうようきけばぁ〜  | ひろし（藤原啓治）                                                                                             | 「おうまはみんな」 「ごひきのこぶたとチャールストン」 | テレビアニメ『クレヨンしんちゃん』関連曲             |
| 2002年   |                                        | |                                                       |                                                      |
| 10月2日  | "GALAXY ANGEL" CHARACTER SERIES 06     | ウォルコット・O・ヒューイ（藤原啓治）                                                                          | 「黄昏Day Dream」                                     | テレビアニメ『ギャラクシーエンジェル』関連曲         |
| 2005年   |                                        | |                                                       |                                                      |
| 7月20日  | HAGAREN SONG FILE - MAES HUGHES -      | マース・ヒューズ（藤原啓治）                                                                                   | 「そして今日も世界は」 「ANGEL HEART」                | テレビアニメ『鋼の錬金術師』関連曲                   |
| 7月20日  | HAGAREN SONG FILE - MAES HUGHES -      | マース・ヒューズ（藤原啓治）、エリシア（吉田真弓）                                                             | 「パパと遊ぼう」                                      | テレビアニメ『鋼の錬金術師』関連曲                   |
| 12月21日 | HAGAREN SONG FILE - BEST COMPILATION - | エドワード（朴璐美）、アルフォンス（釘宮理恵）、ウィンリィ（豊口めぐみ）、ロイ（大川透）、ヒューズ（藤原啓治） | 「LASTMEETing.」 「Good!」                            | テレビアニメ『鋼の錬金術師』関連曲                   |
| 2009年   |                                        | |                                                       |                                                      |
| 5月27日  | LITTLE ANCHOR ORIGINAL SOUNDTRACK      | アルヴァ・ローレン（藤原啓治）                                                                                 | 「silent word」                                       | ゲーム『リトルアンカー』エンディングテーマ           |
| 2010年   |                                        | |                                                       |                                                      |
| 8月18日  | 四畳半神話大系 ORIGINAL SOUNDTRACK     | 樋口清太郎（藤原啓治）                                                                                         | 「○を探して」                                         | テレビアニメ『四畳半神話大系』挿入歌                 |
| 2014年   |                                        | |                                                       |                                                      |
| 7月16日  | 星とピエロ                             | ダイナマイトビーンズ（藤原啓治）                                                                               | 「恋の歌」                                            | テレビアニメ『たまこまーけっと』挿入歌               |
| 7月16日  | TAMAKO LOVE STORY ORIGINAL SOUND TRACK | 北白川豆大（藤原啓治）                                                                                         | 「KOI NO UTA」                                        | アニメ映画『たまこラブストーリー』オープニングテーマ |
| 2016年   |                                        | |                                                       |                                                      |
| 6月22日  | 三羽烏漢唄 〜GRANBLUE FANTASY〜        | オイゲン（藤原啓治）、ソリッズ（小山力也）、ジン（安元洋貴）                                                   | 「三羽烏漢唄」                                        | ゲーム『グランブルーファンタジー』関連曲             |

### その他参加楽曲
| 発売日   | 商品名                                                  | 歌                 | 楽曲 | 備考                               |
| 1999年   | 1999年                                                  | 1999年             | 1999年 | 1999年                             |
| -------- | ------------------------------------------------------- | ------------------ | --- | ---------------------------------- |
| 2月24日  | 愛すべき男達のラブソング 〜酔って騒いでデコボココンビ〜 | 藤原啓治           | 「宇田川えれじー」 |                                    |
| 2月24日  | 愛すべき男達のラブソング 〜酔って騒いでデコボココンビ〜 | 結城比呂、藤原啓治 | 「友達とはお互いにあなたを好きな人の事」 |                                    |
| 3月25日  | 愛すべき男達のラブソング2 〜おいら宇宙のスケコマシ〜    | 藤原啓治           | 「四畳半らぷそでい」 |                                    |
| 3月25日  | 愛すべき男達のラブソング2 〜おいら宇宙のスケコマシ〜    | 緑川光、藤原啓治   | 「ラヴ・アタック!」 |                                    |
| 4月21日  | 愛すべき男達のラブソング3 〜故郷にて〜                  | 子安武人、藤原啓治 | 「ORIGINAL HEARTBREAK」 |                                    |
| 4月21日  | 愛すべき男達のラブソング3 〜故郷にて〜                  | 藤原啓治           | 「RAINY BLUES」 「未来」 |                                    |
| 2008年   |                                                         |                    | |                                    |
| 1月23日  | 百歌声爛 男性声優編II                                   | 藤原啓治           | 「Winding Road」 「ミラーマンの歌」 「真赤なスカーフ」 「はじめてのチュウ」 「やつらの足音のバラード」 「帰ってきたウルトラマン」 「ゴーゴー・キカイダー」 「今日もどこかでデビルマン」 「やさしさに包まれたなら」 「想い出がいっぱい」 |                                    |
| 12月17日 | オリジナルドラマシリーズ 響演 『金魚』『乾燥機』        | 藤原啓治           | 「月の雫」 | ラジオドラマ『金魚』イメージソング |

## 音響監督
テレビアニメ
- カッコカワイイ宣言!（2010年）
- マジでオタクなイングリッシュ! りぼんちゃん〜英語で戦う魔法少女〜（2012年）
- 天使のどろっぷ（2013年）
- プピポー!（2013年）

ドラマCD
- ナヴァグラハ 第二巻特装版ドラマCD（2016年）

ゲーム
- 蒼穹のスカイガレオン（2013年）[297]。

## 代役・後任
藤原の病気療養中や死後、持ち役を引き継いだ人物は以下の通り。
ただし、他の声優も総入れ替えされた作品（『英雄伝説　空の軌跡』のナイアル・バーンズ〈後任：鶴岡聡〉など）はこの趣旨から外れるため、この表には記載しない。
| 後任         | 役名                            | 作品                                                    | 初担当作品                                             |
| ------------ | ------------------------------- | ------------------------------------------------------- | ------------------------------------------------------ |
| 森川智之     | 野原ひろし                      | 『クレヨンしんちゃん』                                  | 第906話Aパート                                         |
| 森川智之     | ホランド・ノヴァク              | 『交響詩篇エウレカセブン』                              | 『交響詩篇エウレカセブン ハイエボリューション1』       |
| 森川智之     | ヒュートラム・オブリカーン      | 『ゼノンザード THE ANIMATION』                          | 第5話                                                  |
| 森川智之     | 服部全蔵                        | 『銀魂』                                                | 『銀魂 THE FINAL』                                     |
| 森川智之     | アイアンマン / トニー・スターク | 『マーベル・シネマティック・ユニバース』                | 『ホワット・イフ...?』                                 |
| 森川智之     | リベラ                          | 『グランブルーファンタジー』                            | 2023年2月13日更新以降                                  |
| 森川智之     | 十鬼蛇二虎                      | 『ケンガンアシュラ』                                    | 『ケンガンアシュラ Season2』                           |
| 森川智之     | カンダタ                        | 『ドラゴンクエストIII そして伝説へ…』                   | HD-2D版                                                |
| 小形満       | ベルガー・ストーン              | 『マクロスΔ』                                           | 第24話                                                 |
| 松本保典     | Mr.Robot                        | 『MR. ROBOT/ミスター・ロボット』                        | シーズン2                                              |
| 石井康嗣     | ガーランド                      | 『メビウス ファイナルファンタジー』                     | 2016年12月更新以降                                     |
| 平田広明     | 藤本獅郎                        | 『青の祓魔師』                                          | 『青の祓魔師 京都不浄王篇』                            |
| 平田広明     | 山城洋介                        | 『VRカレシ』                                            | 『AGFあおぞらマルシェ』体験版                          |
| 堀内賢雄     | ハンサム                        | 『ポケモンジェネレーションズ』                          | 第17話                                                 |
| 堀内賢雄     | ブルーム                        | 『みんなのGOLF』                                        | みんなのGOLF WORLD                                     |
| 津田健次郎   | 榎本勇                          | 『宇宙戦艦ヤマト2199』                                  | 『宇宙戦艦ヤマト2202 愛の戦士たち』                    |
| 津田健次郎   | ハンネス                        | 『進撃の巨人』                                          | 『進撃の巨人 Season 2』                                |
| 津田健次郎   | 林藤匠                          | 『ワールドトリガー』                                    | 2ndシーズン                                            |
| 津田健次郎   | 木村達也                        | 『はじめの一歩』                                        | 『はじめの一歩 FIGHTING SOULS』                        |
| 津田健次郎   | マース・ヒューズ                | 『鋼の錬金術師 FULLMETAL ALCHEMIST』                    | 『鋼の錬金術師 MOBILE』                                |
| 山本兼平     | Mr. K（霧夜）                   | 『閃乱カグラ』                                          | 『閃乱カグラ PEACH BEACH SPLASH』                      |
| 関智一       | アル（アルデバラン）            | 『Re:ゼロから始める異世界生活』                         | 『Re:ゼロから始める異世界生活 -DEATH OR KISS-』        |
| 山野井仁     | ヴァシリー・フェット            | 『ストレイン 沈黙のエクリプス』                         | シーズン3                                              |
| 中井和哉     | 樋口師匠                        | 『四畳半神話大系』                                      | 『夜は短し歩けよ乙女』                                 |
| 高木渉       | 国王（トーマ・E・フィオーレ）   | 『FAIRY TAIL』                                          | 『劇場版 FAIRY TAIL -DRAGON CRY-』                     |
| 山路和弘     | オイゲン                        | 『グランブルーファンタジー』                            | 『GRANBLUE FANTASY The Animation』                     |
| 井上和彦     | ウェス・ガードナー              | 『スクリーム・クイーンズ』                              | シーズン2                                              |
| 井上和彦     | マルタン王子                    | 『夢王国と眠れる100人の王子様』                         | 2021年11月4日更新以降                                  |
| 小松史法     | トラヴィス・カークランド        | 『機動戦士ガンダム外伝 ミッシングリンク』               | 『ガンダムバーサス』                                   |
| 小山力也     | ネスタ                          | 『Dance with Devils』                                   | 『Dance with Devils-Fortuna-』                         |
| 小山力也     | 不動ZEN                         | 『アクエリオンEVOL』                                    | 『Sアクエリオン ALL STARS』                            |
| 大川透       | 曇大湖                          | 『曇天に笑う』                                          | 『曇天に笑う〈外伝〉 〜決別、犲の誓い〜』              |
| 森久保祥太郎 | ナレーション                    | 『お願い!ランキング』声優企画                           | 2020年5月22日放送回                                    |
| 玄田哲章     | ナレーション                    | 『激録・警察密着24時!!』                                | 2020年6月4日放送回以降                                 |
| 中野泰佑     | アイアンマン / トニー・スターク | 『マーベルアイアンマン VR』                             | 一部追加シーン                                         |
| 櫻井孝宏     | ケリー・クーア                  | 『スカーレット・ウィザード』                            | 『スカーレット・ウィザード 幻の邂逅』                  |
| 多田野曜平   | リ＝ガン                        | 『ログ・ホライズン』                                    | 『ログ・ホライズン 円卓崩壊』                          |
| 多田野曜平   | 魔術師ゴウセル                  | 『七つの大罪』                                          | 『七つの大罪 憤怒の審判』                              |
| 山内健嗣     | ドラキュラ                      | 『かいけつゾロリ』                                      | 『もっと!まじめにふまじめ かいけつゾロリ』             |
| 利根健太朗   | ハク / オシュトル               | 『うたわれるもの』                                      | 『うたわれるもの斬2』                                  |
| 東地宏樹     | 伊達航                          | 『名探偵コナン』                                        | 『名探偵コナン 100の内緒話』                           |
| 赤城進       | マスター・イー                  | 『League of Legends』                                   | 2021年10月20日更新以降                                 |
| 浪川大輔     | カグラ＝ムツキ                  | 『BLAZBLUE』                                            | 『BLAZBLUE ALTERNATIVE DARKWAR』                       |
| 山寺宏一     | デューイ・ノヴァク              | 『ANEMONE/交響詩篇エウレカセブン ハイエボリューション』 | 『EUREKA/交響詩篇エウレカセブン ハイエボリューション』 |
| 内田雄馬     | イフリート                      | 『ワールド オブ ファイナルファンタジー』                | 『チョコボGP』                                         |
| 佐藤せつじ   | 吉野作造                        | 『忍たま乱太郎』                                        | 第30期                                                 |
| 川原慶久     | アイン                          | 『北斗の拳 LEGENDS ReVIVE』                             | 2022年5月更新以降                                      |
| 露崎亘       | 野村雄三                        | 『忍たま乱太郎』                                        | 第30期                                                 |
| 三上哲       | 石神百夜                        | 『Dr.STONE』                                            | 『Dr.STONE NEW WORLD』                                 |
| 諏訪部順一   | 緑牛（アラマキ）                | 『ONE PIECE』                                           | 第1079話                                               |
| 興津和幸     | クラウス・ウォリック            | 『コードギアス 亡国のアキト』                           | 『コードギアス 反逆のルルーシュ ロストストーリーズ』   |
| 鈴木達央     | サタン                          | 『青の祓魔師』                                          | 『青の祓魔師 雪ノ果篇 / 終夜篇』                       |
| 星野貴紀     | ラオ                            | 『ゼノブレイドクロス』                                  | 『ゼノブレイドクロス ディフィニティブエディション』    |
| 小西克幸     | ブライ                          | 『ファンタジーライフ オンライン』                       | 『ファンタジーライフi グルグルの竜と時をぬすむ少女』   |